# Dominicanenklooster (Maastricht)
Het Dominicanenklooster te Maastricht was een klooster van de predikheren (Ordo Praedicatorum), beter bekend als dominicanen. Het in de dertiende eeuw gestichte klooster werd in 1783 opgeheven. Van het eertijds imposante gebouwencomplex tussen Vrijthof en Markt resteren slechts de gotische kerk en een barokke gevel aan het Dominicanerkerkplein. Op het voormalige kloosterterrein bevindt zich thans het winkelcentrum Entre Deux.

## Geschiedenis

### Stichting
Het precieze jaar van vestiging in Maastricht van de in 1216 gestichte Orde der Dominicanen is niet bekend, maar ligt waarschijnlijk tussen 1231 en 1261. Ook het jaar 1254 wordt soms genoemd. Zeker is dat het generaal kapittel van de kloosterorde in Barcelona in 1261 een Maastrichtse vestiging toestond. Het klooster behoorde tot de provincie Teutonia (Duitse Rijk), die zich uitstrekte van de Alpen tot de Noordzee en van de Schelde tot de Oder. In 1515 ging het klooster behoren tot de nieuwe provincie Germania Inferior, waarbinnen het met de kloosters van Antwerpen, Leuven, Brussel en 's-Hertogenbosch de 'Brabantse natie' vormde.

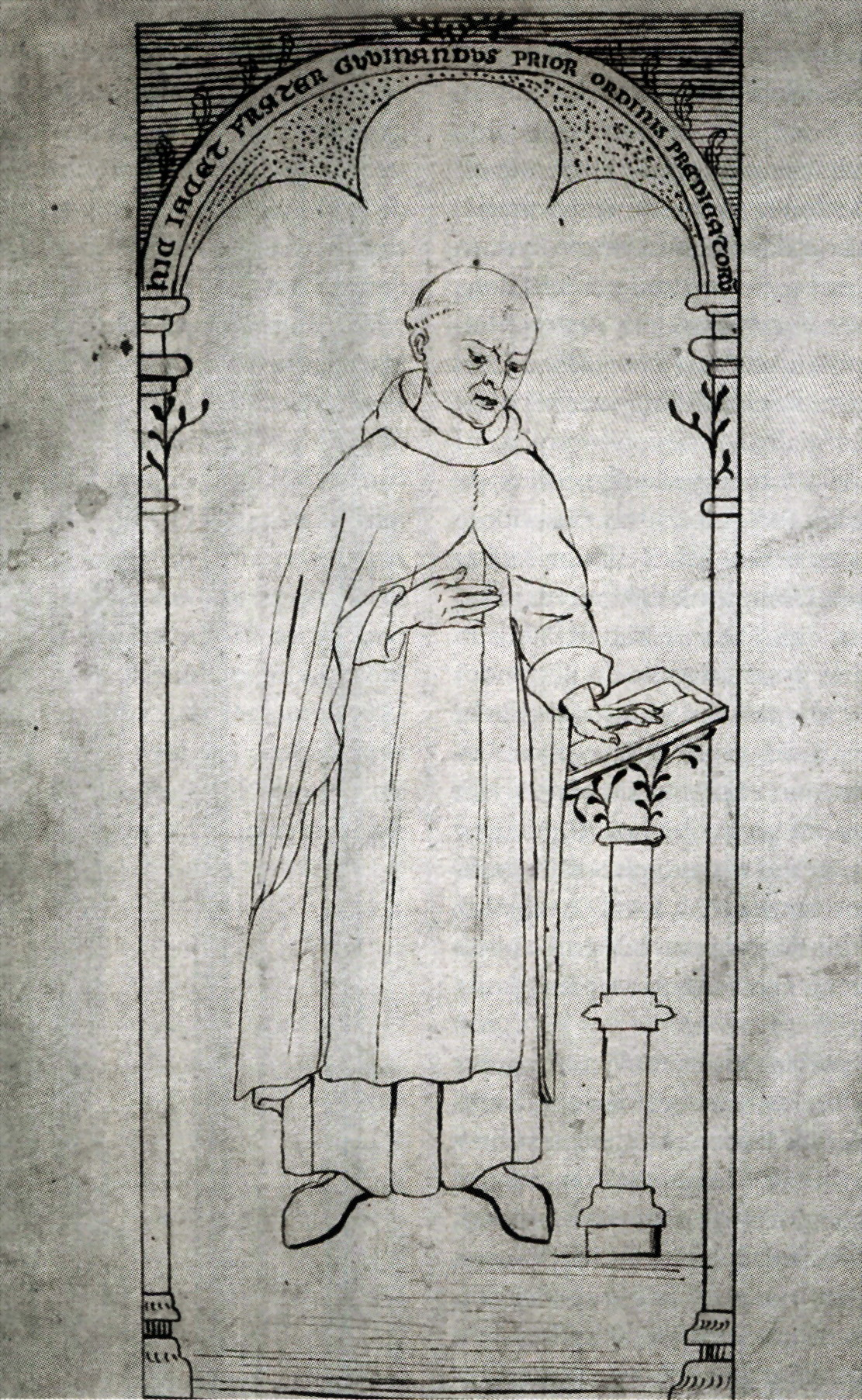
Grafzerk Heilige Winand (17e-eeuwse tekening)

De eerste prior zou de heilige Winand (Guinandus) zijn geweest, die overleed in 1235 of 1236. Thomas van Cantimpré noemde hem in zijn werk Bonum universale de apibus, geschreven tussen 1253 en 1256. Hij beschreef daarin een wijnwonder waarbij Winand betrokken was. In 1677 schreef de Maastrichtse dominicaan Thomas de Heer in zijn kroniek dat in de kloostergang de grafzerk van prior Winand nog steeds te zien was, met daarop de inscriptie: hic iacet frater Gwinandus prior ordinis predicatorum ("Hier ligt broeder Winand, prior van de orde der predikheren"). Op de grafzerk stond de prior afgebeeld in het habijt van de orde uit de dertiende eeuw. De huidige plaats van de grafzerk is onbekend. Bij opgravingen in de kerk in 2005 werden diverse graven gevonden. Het oudste graf, in medio ecclesiae ("in het midden van de kerk"), is mogelijk de plaats geweest waar Winand na zijn heiligverklaring herbegraven werd.
De Maastrichtse predikheren vestigden zich volgens de overlevering in de Poort van Haren, het poorthuis van de ridders van Haren aan de Spilstraat, dat hen omstreeks 1250 ter beschikking was gesteld. In 1294 werd de kloosterkerk ingewijd, niet zoals gewenst aan de Sint-Jorisstraat (Grote Staat), omdat het kapittel van Sint-Servaas weigerde de daar gelegen Sint-Joriskapel af te staan, maar op het binnenterrein. Bij het klooster te Maastricht hoorde ook een zogenaamd termijngebied (terminus), een gebied waarbinnen de Maastrichtse paters mochten preken en bedelen. Al in de twaalfde eeuw werden afspraken gemaakt met de kloosters te Leuven en Luik over de grenzen van dit gebied. Zo mochten de Maastrichtse dominicanen tot in Sint-Truiden preken, maar niet verder naar het westen en niet in Tongeren of in de dorpen ten zuiden van de Jeker (Luikse terminus). Waarschijnlijk was er met het in 1294 erkende klooster in Aken een soortgelijke regeling. Vanwege de soms grote afstanden beschikte het klooster over termijnhuizen in onder andere Sint-Truiden, Hasselt en Roermond.

### Bloeiperiode
In 1330 werd het generaal kapittel van de orde gehouden in het predikherenklooster in Maastricht. Deze belangrijke bijeenkomst met afgevaardigden uit heel Europa zou in eerste instantie in Keulen plaatsvinden. Volgens de overlevering werd kort voor aanvang van de bijeenkomst in Keulen een priester door Sint-Servaas gewaarschuwd dat er een aanslag van Lodewijk IV van Beieren op het generaal kapittel dreigde. De beraamde aanslag hield verband met het feit dat Paus Johannes XXII niet Lodewijk maar Frederik I van Oostenrijk als keizer had erkend. Het kapittel verhuisde naar Maastricht en bepaalde uit dankbaarheid voor deze waarschuwing dat de gedenkdag van Sint-Servaas (13 mei) in alle kerken van de orde plechtig moest worden gevierd. In 1312, 1330, 1345, 1383, 1418, 1461, 1533, 1584 en 1619 vonden provinciaal kapittels plaats in Maastricht.

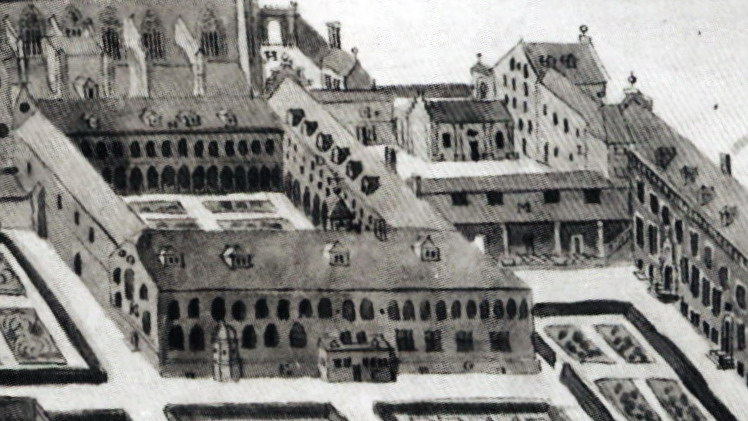
Het klooster begin 18e eeuw

In 1494 sloot het klooster zich aan bij de hervormingsbeweging van de observanten binnen de orde der predikheren. De dominicanen stonden bekend als strenge vervolgers van ketterij ("Domini cani", ofwel "honden van de Heer"). Of ze ook in Maastricht als zodanig zijn opgetreden, bijvoorbeeld in 1535 bij de veroordeling en verbranding van 15 anabaptisten op het Vrijthof, is niet bekend. In november 1566 kon een beeldenstorm in de kerk worden voorkomen. In 1577 plunderden Duitse huurtroepen in dienst van het Staatse garnizoen de kerk en het klooster, waarbij een deel van het kloostercomplex in vlammen opging. Twee kloosterlingen vonden hierbij de dood. De dominicanen, felle tegenstanders van het protestantisme, moesten vervolgens de stad uit, maar konden twee jaar later alweer terugkeren toen de Spaanse troepen onder leiding van Alexander Farnese, prins en later hertog van Parma, Maastricht heroverde (Beleg van Maastricht, 1579). In 1589 was het kloostercomplex nog niet hersteld, al woonden er inmiddels alweer achttien religieuzen. Pas rond 1620 was het klooster weer in zijn geheel bewoonbaar, vooral dankzij de vrijgevigheid van het stadsbestuur en de prior Dominicus Nulens (1614-21), die zijn familiekapitaal inzette om de kloostergebouwen te herstellen en ontvreemde kloostergoederen terug te kopen. In 1635 werd de Poort van Haren, de eerste vestiging van de paters, afgebroken.
In de zestiende en zeventiende eeuw werden veel kloosters in de Nederlanden ten gevolge van de reformatie opgeheven. In Maastricht konden de meeste kloosters blijven voortbestaan, ook na de overname van de stad door de protestantse Republiek der Verenigde Nederlanden (Beleg van Maastricht, 1632). Zo ook het Dominicanenklooster. Het klooster maakte in de zeventiende en achttiende eeuw een nieuwe bloeitijd door. Bekende Maastrichtse dominicanen in deze periode waren: de kroniekschrijver Thomas de Heer ( -1685), de architect Franciscus Romanus (1647-1735), de prediker Mattheüs Dolmans (1673-1729) en de broers Franciscus Huntjens (1737-1807) en Jan-Willem Huntjens (1757-1813), beiden hoogleraren in de theologie en filosofie.

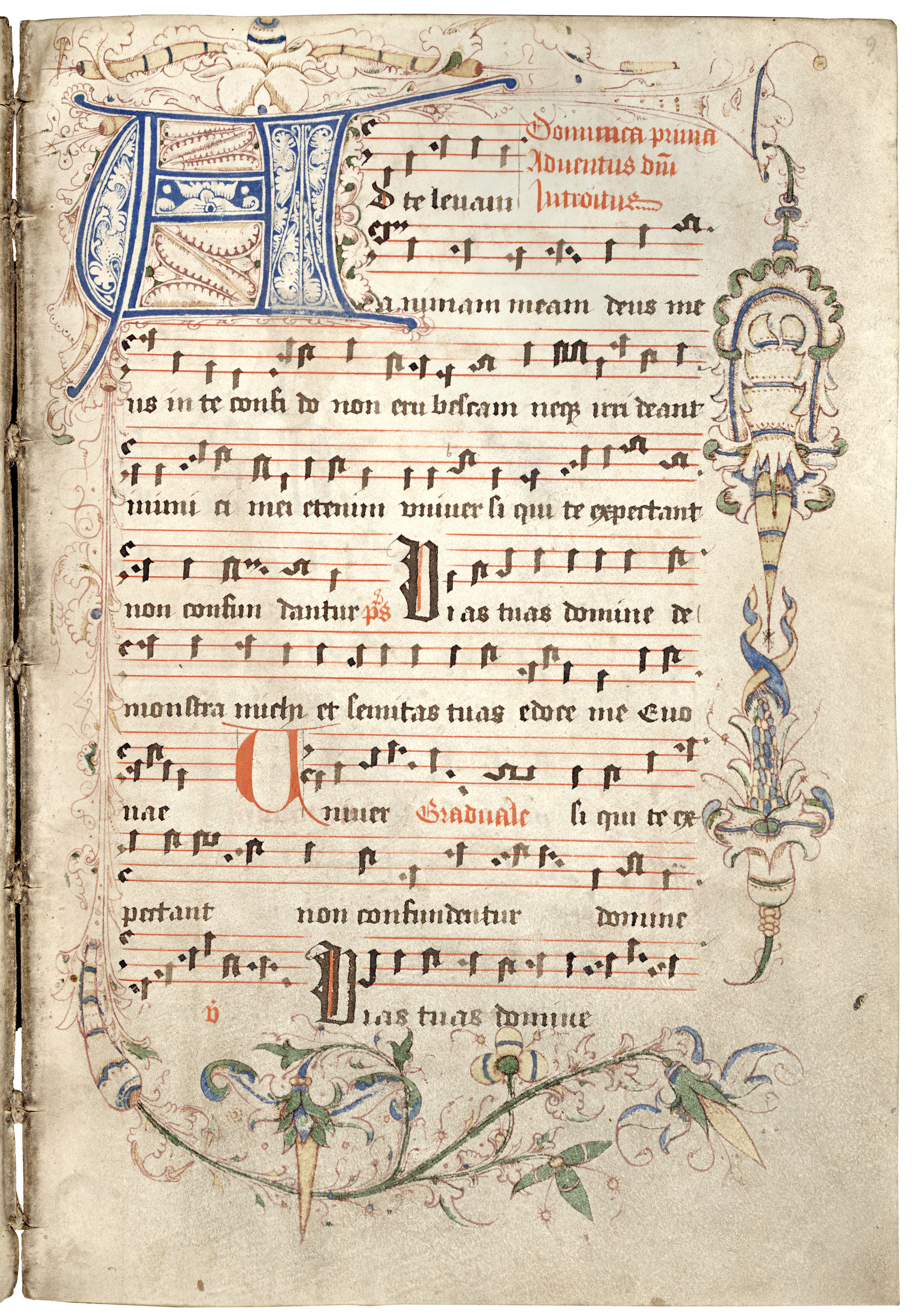
Graduale uit 1530
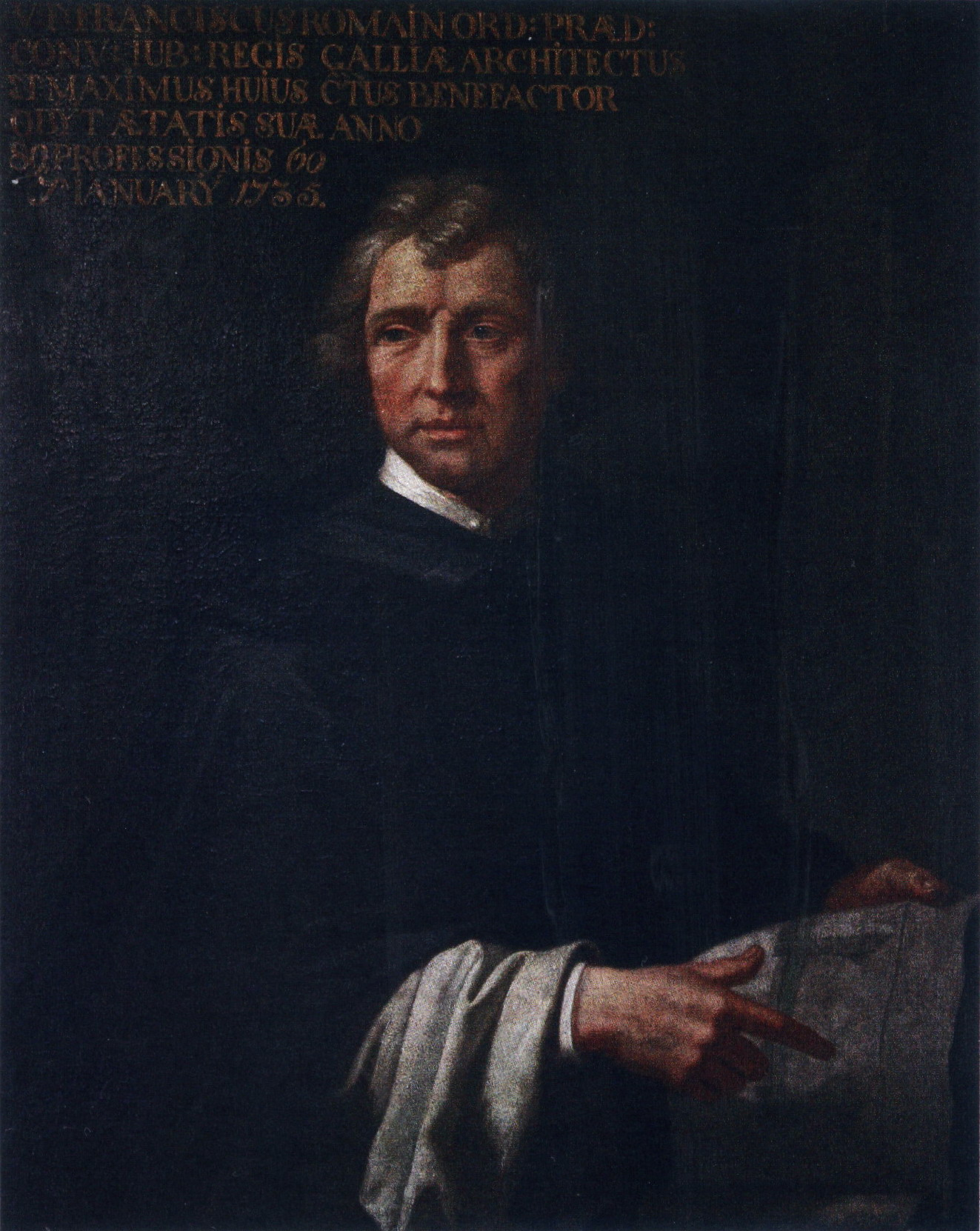
Franciscus Romanus
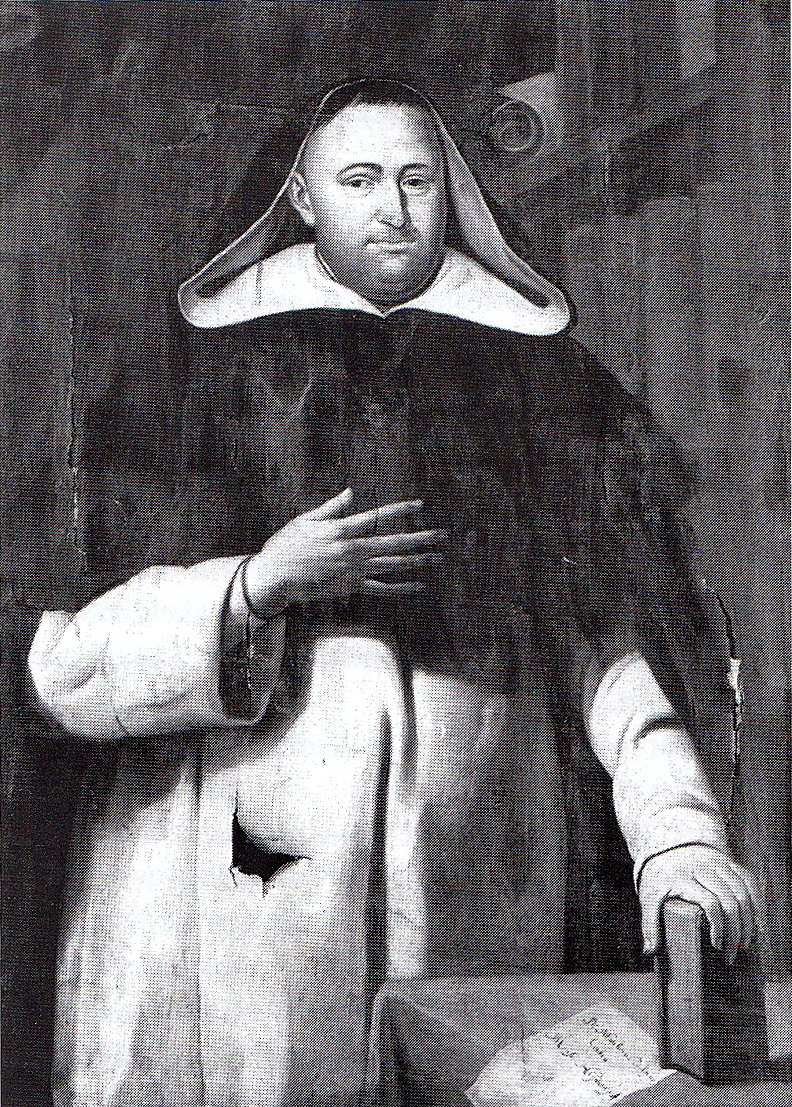
Mattheüs Dolmans
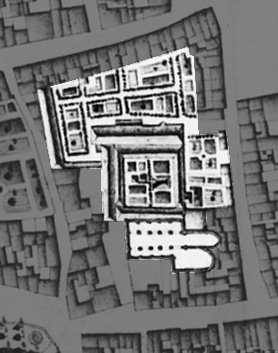
Het klooster in 1749

### Priors
- voor 1236 Winand/Guinandus
- 1263 Gerardus[7]
- 1383 Jeronimus Reusens (subprior)[7]
- 1397 Giselbertus van Vlytingen[7]

### Opheffing klooster, herbestemming tot lyceum (1783-1968)
Op 4 november 1794 werd Maastricht, na een belegering met zware bombardementen waarbij het kloostercomplex werd beschadigd, ingenomen door de troepen van de Franse Nationale Conventie. In 1796 werden alle geestelijke instellingen door de Franse revolutionairen opgeheven. Op 5 december van dat jaar werd de gemeenschap der predikheren in Maastricht, bestaande uit 22 paters en 9 lekenbroeders onder leiding van prior Franciscus Huntjens, na meer dan vijf eeuwen ontbonden. Tot een herstichting van het klooster, zoals in de loop van de negentiende eeuw bij de Maastrichtse franciscanen en jezuïeten, kwam het bij de dominicanen niet meer.

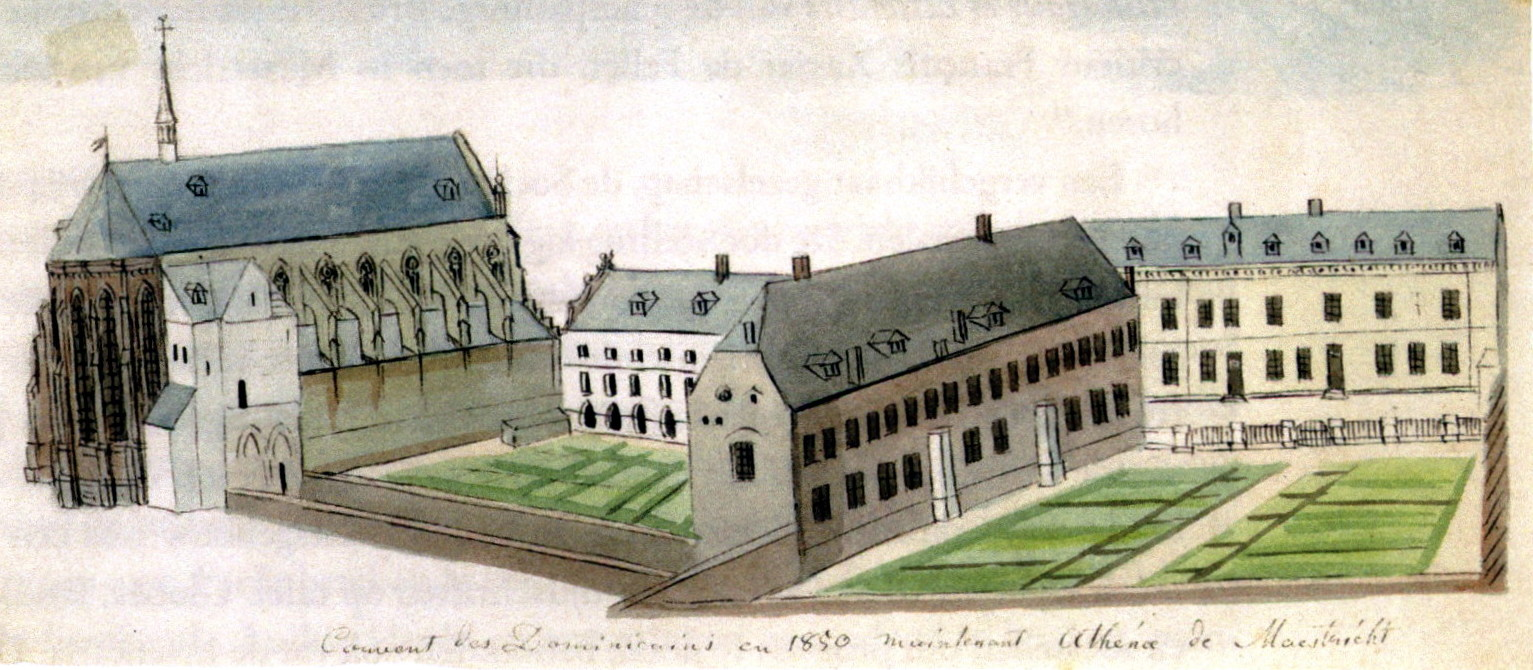
Het kloostercomplex ten tijde van het Koninklijk Atheneum (Philippe van Gulpen, ca. 1850)

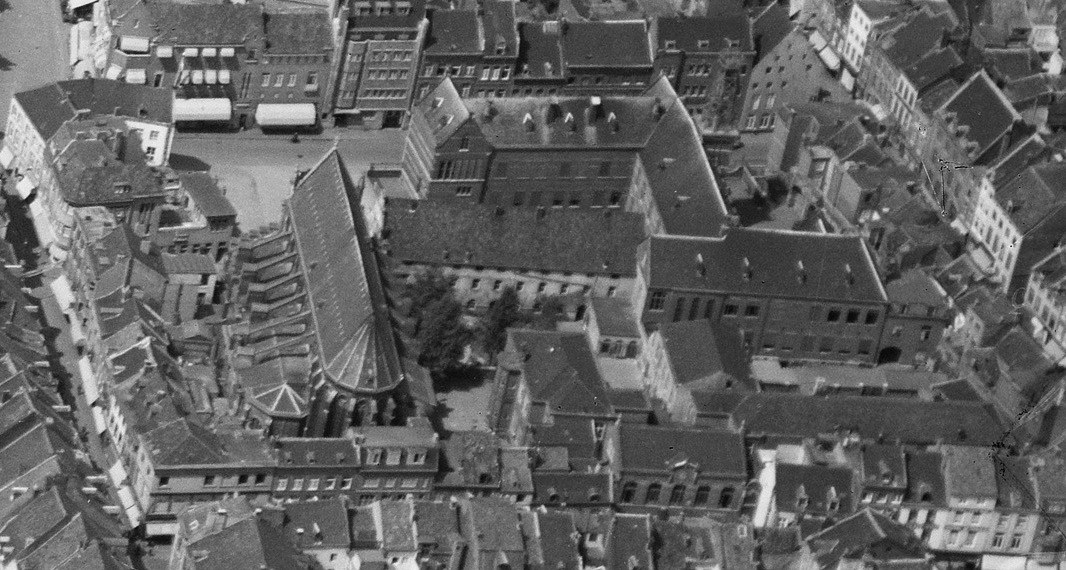
Detail luchtfoto (1937) met kloosterkerk, restant klooster en Stedelijk Gymnasium en HBS

De gebouwen van het opgeheven klooster werden door de Franse overheid genaast en deden dienst als opslagplaats voor het leger, later als school. In 1797 ging in Maastricht de École centrale du Département de la Meuse-Inférieure van start, een para-universitair opleidingsinstituut dat in alle 95 Franse departementshoofdsteden werd opgericht. Het instituut was aanvankelijk gevestigd in het Tweede Minderbroedersklooster, vanaf 1800 in het Dominicanenklooster. Een van de acht hoogleraren was Jan Pieter Minckeleers (natuur- en scheikunde). Al in 1804 werd de École centrale gedegradeerd tot École secondaire, in feite een gewone middelbare school.
Later waren hier achtereenvolgens gevestigd: het Collège Maastricht (1810-17), het Koninklijk Atheneum (1817-64; tot 1838 tweetalig), de Industrieschool (1846), het Stedelijk Gymnasium (1864-1960), de Gemeentelijke HBS (1864-1960), en na fusie van de laatste twee, het Stedelijk Lyceum (1960-1968). De school was ruim anderhalve eeuw op deze locatie gevestigd, aanvankelijk in de oude kloostervleugels, later ook in de nieuwbouw in neorenaissancestijl van stadsbouwmeester W.J. Brender à Brandis. In de nieuwbouw was de in 1887 gereedgekomen zuidelijke vleugel gereserveerd voor de gymnasiumleerlingen; de noordelijke vleugel die voor de HBS-scholieren was bestemd werd eerst in 1902 in gebruik genomen. Aan de kant van de Spilstraat werd in 1882 een lagere school gebouwd met een gymnastiekzaal die ook voor de oudere leerlingen bedoeld was. Voor al deze bouwprojecten moesten delen van het oude preekherenklooster worden gesloopt.
In tegenstelling tot veel andere kerken in Maastricht, werd de kloosterkerk in 1797 aangewezen als parochiekerk voor de Sint-Jansparochie, een functie die ze slechts enkele jaren - tot 1805 - zou uitoefenen. In dat jaar kreeg de parochie, die vanaf 1632 zwervende was, toen ze de Sint-Janskerk had moeten opgeven aan de protestanten, de beschikking over de Sint-Servaaskerk. Op 6 januari 1805 kreeg de kerk de functie van stadsmagazijn, waarbij een deel, de voormalige Onze-Lieve-Vrouwekapel, in gebruik was als drukkerij. Rond 1900 deed de kerk dienst als repetitieruimte en concertzaal van het Maastrichts Stedelijk Orkest en werden er enkele tentoonstellingen gehouden. In de eeuw daarna fungeerde de kerk opnieuw korte tijd als parochiekerk, daarna onder andere als expositieruimte, culturele ontmoetingsplaats, feestlocatie, bibliotheekdepot en ten slotte zelfs enige tijd als fietsenstalling.

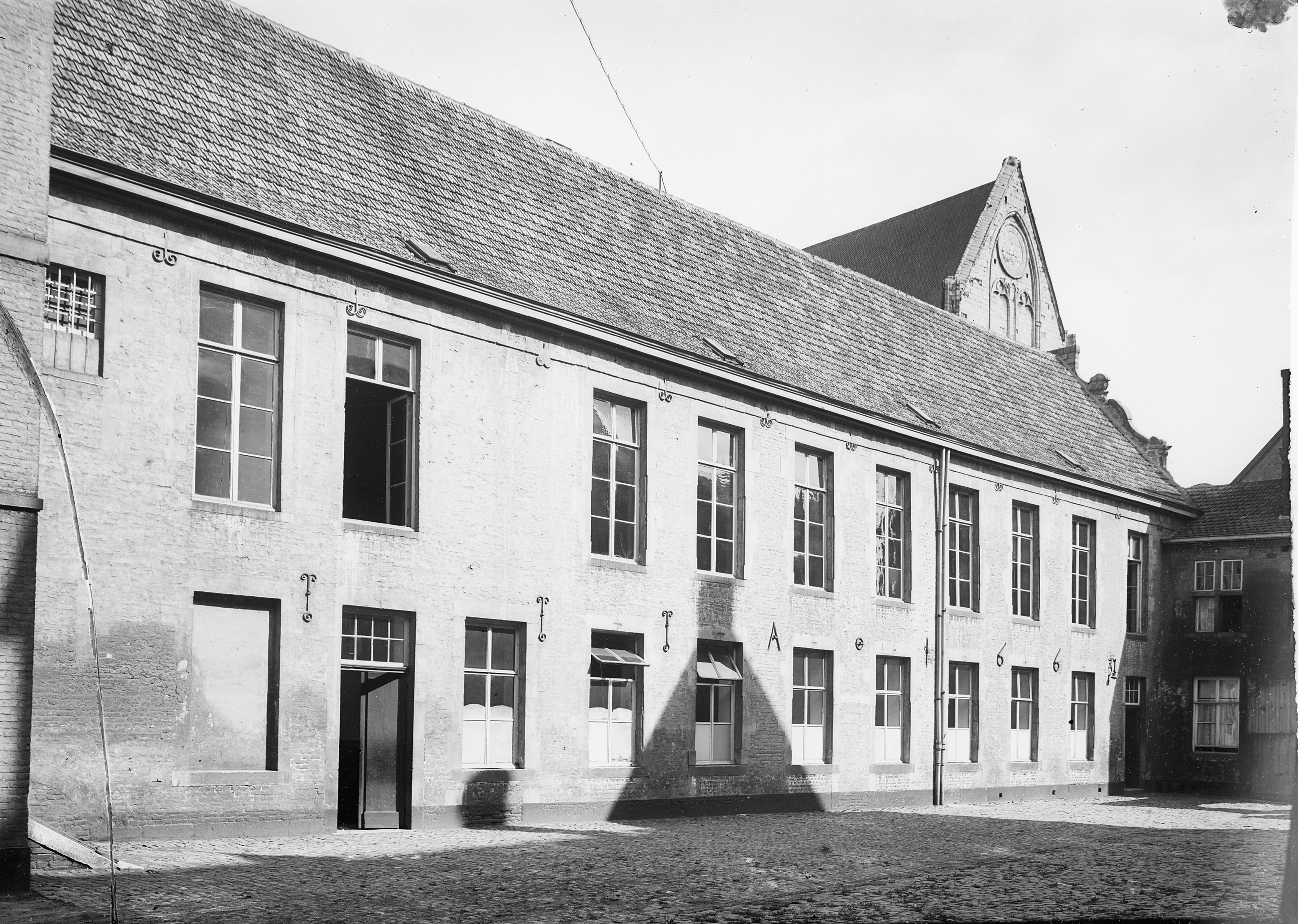
Stedelijk Gymnasium (1901)
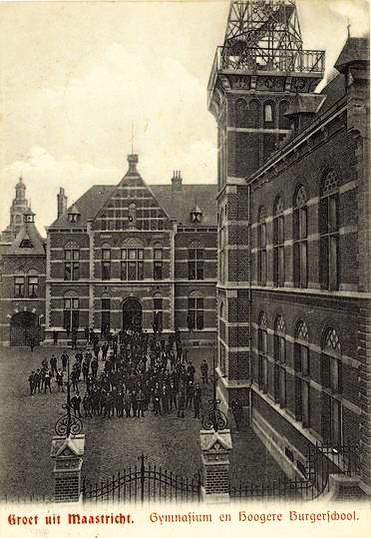
Nieuwbouw Gymnasium en HBS (ca. 1920)
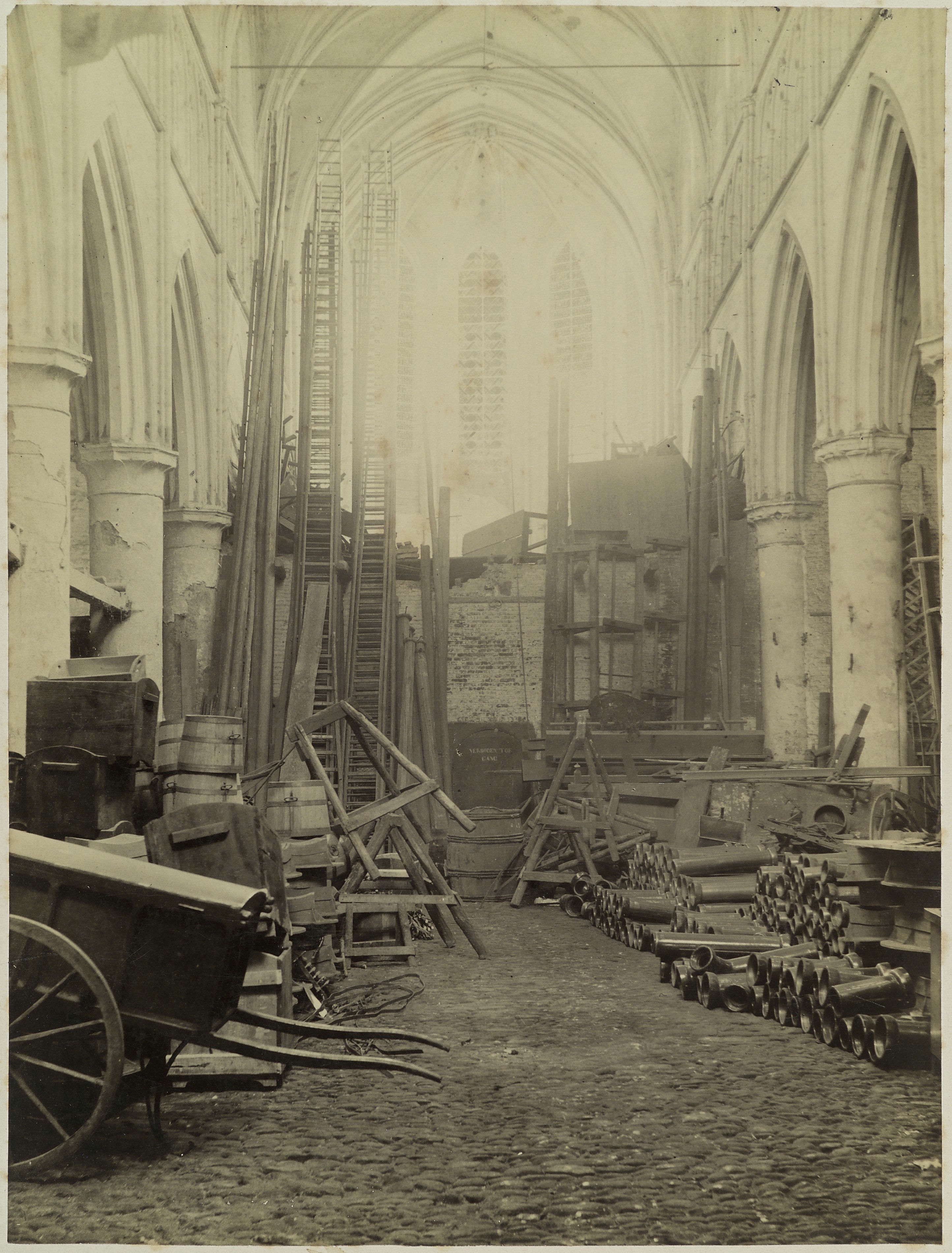
De kerk als magazijn (1884)
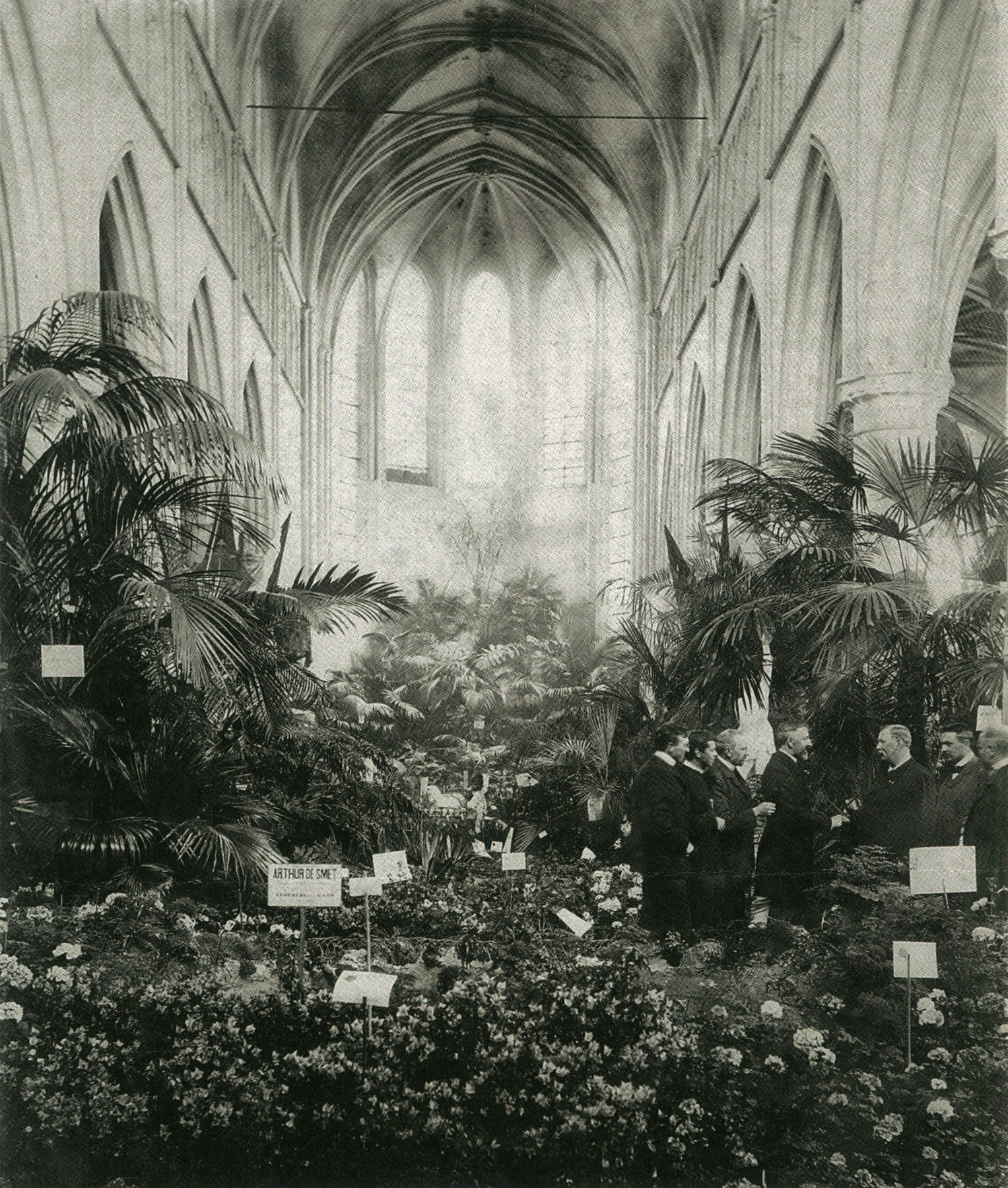
Bloemententoonstelling (1899 of 1903)

### Sloop en bouw winkelcentrum (1969-nu)
In 1968 verhuisde het Stedelijk Lyceum naar nieuwbouw in de buurt Brusselsepoort. Wat er nog over was van het oorspronkelijke kloostercomplex werd in 1969 gesloopt, op één stuk kloostervleugel met een fraaie krulgevel na. Ook de negentiende-eeuwse schoolgebouwen werden afgebroken. Hierbij vond geen enkele vorm van archeologisch onderzoek plaats. Op het terrein werd in opdracht van de Belgische warenhuisketen Grand Bazar een groot winkelcomplex met een ondergrondse parkeergarage gerealiseerd naar ontwerp van Van den Broek en Bakema. Na het faillissement van Grand Bazar, nog tijdens de bouw, stond het kolossale, betonnen gebouw in de stijl van het Brutalisme, enige tijd leeg. Daarna werd er het winkelcentrum Entre Deux in gevestigd en van 1979 tot 1994 tevens het Bonnefantenmuseum. In 2005 viel het door velen verfoeide Entre Deux-complex onder de slopershamer en verrees er op het voormalige kloosterterrein een nieuw winkelcentrum met dezelfde naam, ontworpen door de Maastrichtse architect Arno Meijs in historiserende stijl. In 2005-06 vonden archeologische opgravingen plaats op een aantal locaties, waar het bodemarchief in 1969 niet was vernietigd, onder andere in de kerk. Bij deze gelegenheid werd de kloosterkerk opnieuw gerestaureerd en daarna ingericht tot boekhandel.

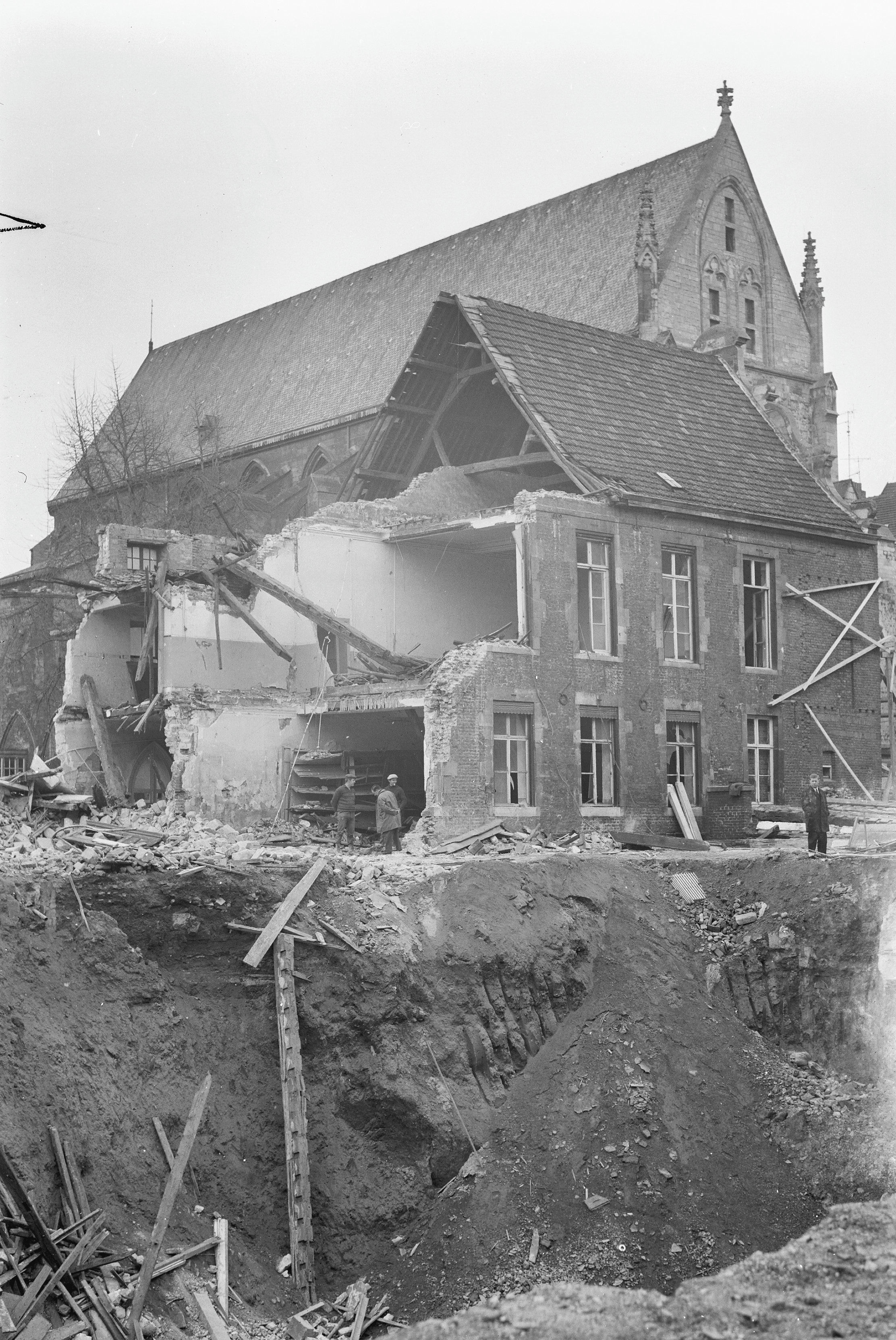
Sloop westvleugel (1969)
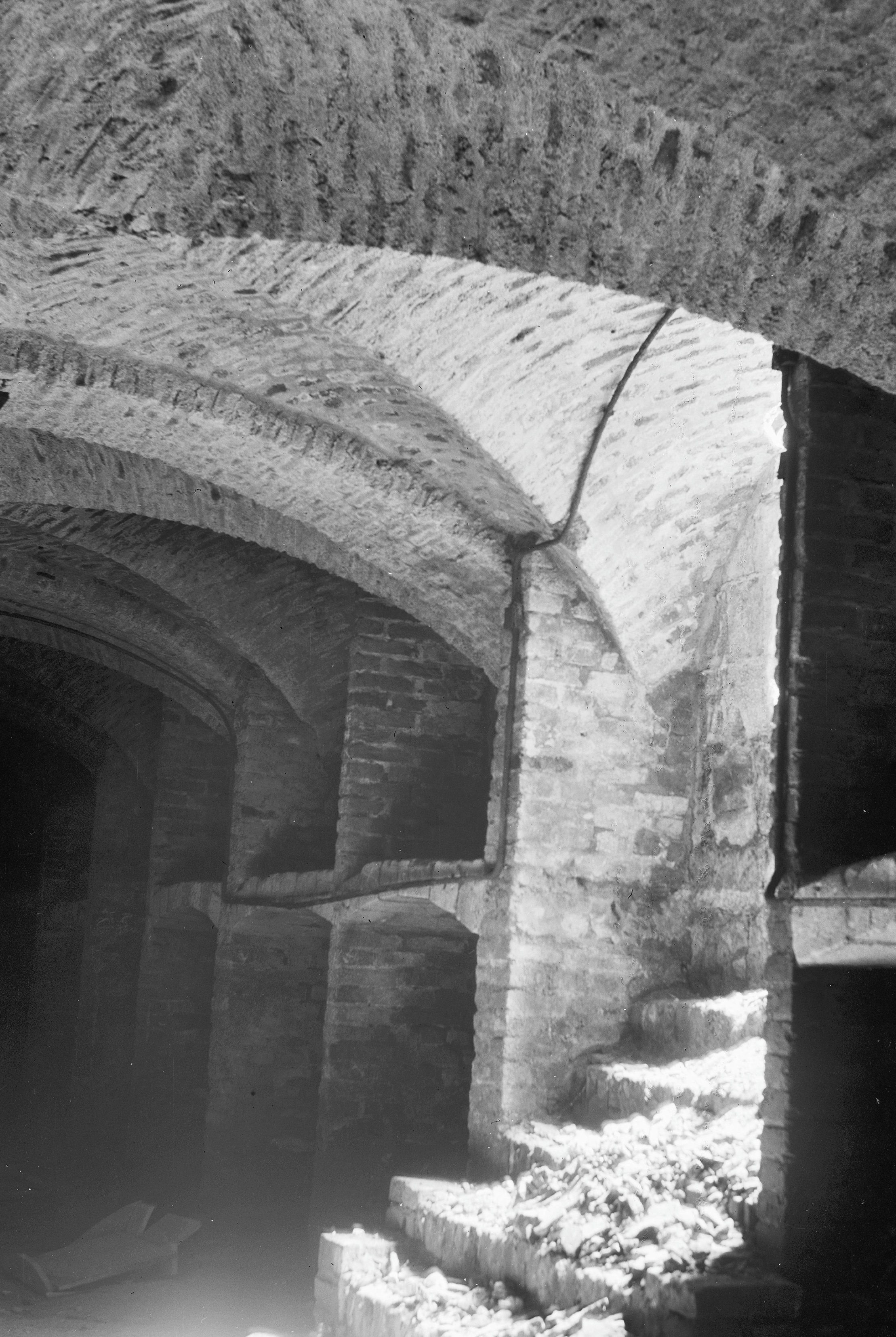
Kelder refter (1969)
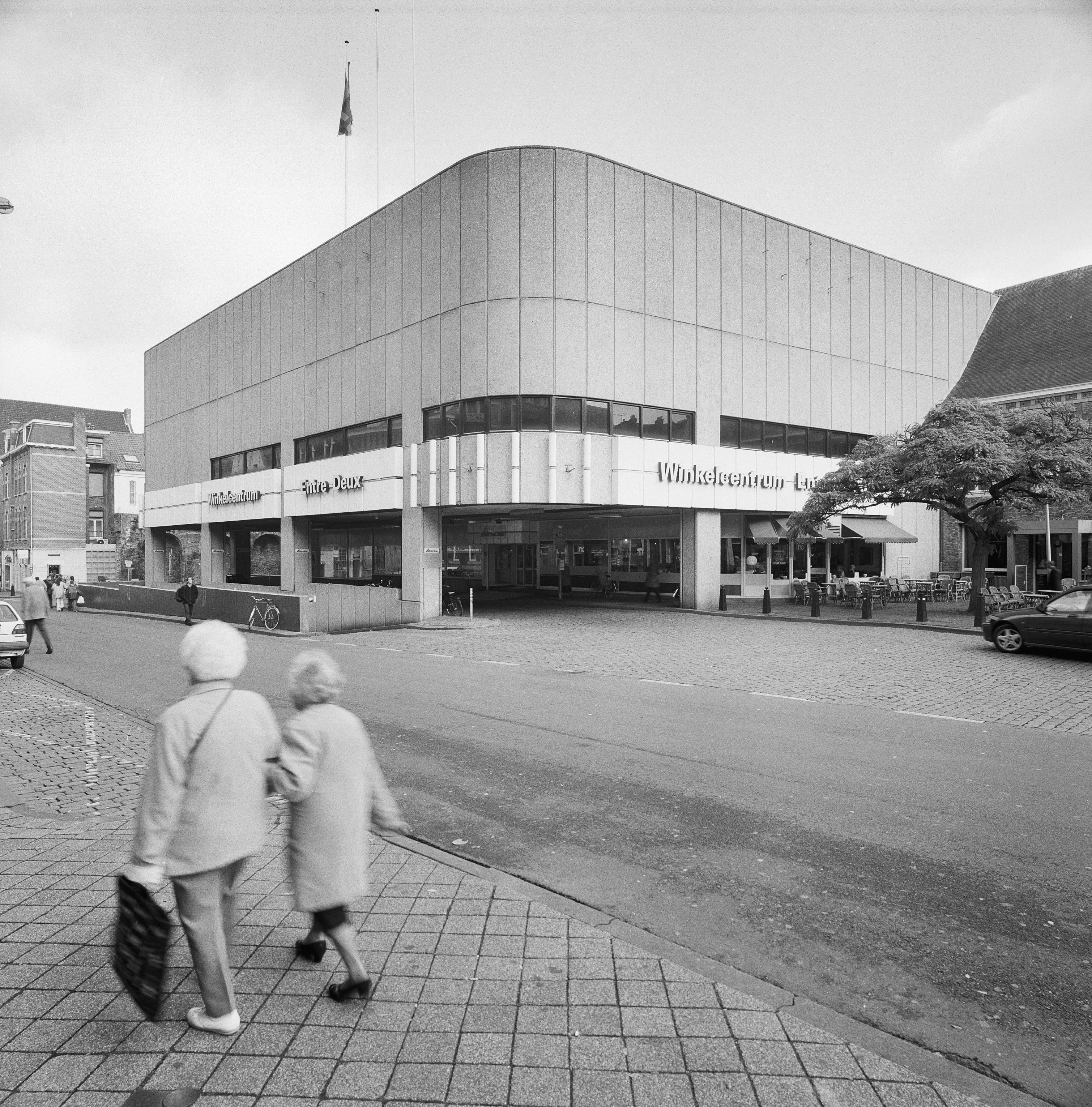
Oude Entre Deux (2002)
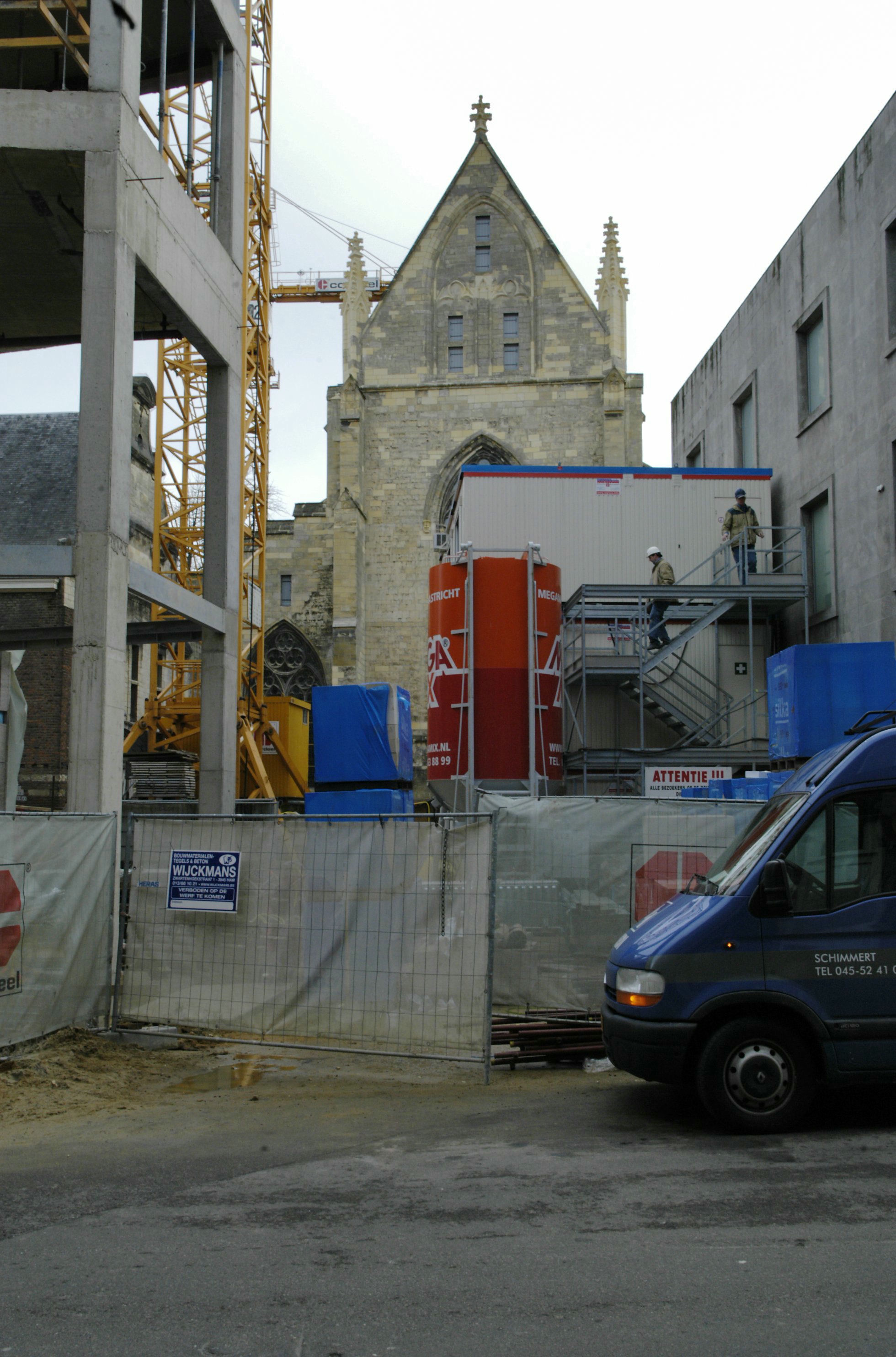
Nieuwe Entre deux (2006)

## Erfgoed

### Kloosterkerk
De Dominicanenkerk is een goedbewaard voorbeeld van een eenvoudige kloosterkerk van een bedelorde in de stijl van de vroege Maasgotiek. Het gebouw werd in de periode 1912-17 gerestaureerd, waarbij toevoegingen uit de baroktijd werden verwijderd. In 2005-06 vond opnieuw een grootscheepse restauratie plaats, waarbij de veertiende-eeuwse wandschildering met voorstellingen uit het leven van Thomas van Aquino en de zeventiende-eeuwse gewelfdecoraties werden hersteld. De kerk werd bij die gelegenheid ingericht als boekhandel.

### Restant kloostergebouwen
Op het voormalige kloosterterrein herinnert slechts een geamputeerde kloostervleugel aan het eens omvangrijke patrimonium van de dominicanen. Het kloosterrestant heeft een barokke krulgevel aan het Dominicanerkerkplein. De gevel dateert uit 1664, het jaartal dat op de sluitsteen van de hardstenen poortomlijsting staat vermeld. Genoemde poortomlijsting wordt bekroond door een afgerond timpaan met kwabornamenten. Ter rechterzijde van deze poort is in 1937 een tweede hardstenen poortomlijsting geplaatst, die van elders afkomstig is. De mergelstenen krulgevel wordt door waterlijsten gedeeld in vier gevelvlakken. De vier met timpanen bekroonde vensters in het eerste vlak zijn bij de restauratie in 1926 gereconstrueerd. De twee vensters daarboven worden bekroond door een fronton. Aan weerszijden, en in het gevelvlak erboven, zijn fraaie muurankers geplaatst. De bakstenen zijgevel bevat muurijzers met het jaartal 1663, maar deze zijn mogelijk van elders overgebracht.

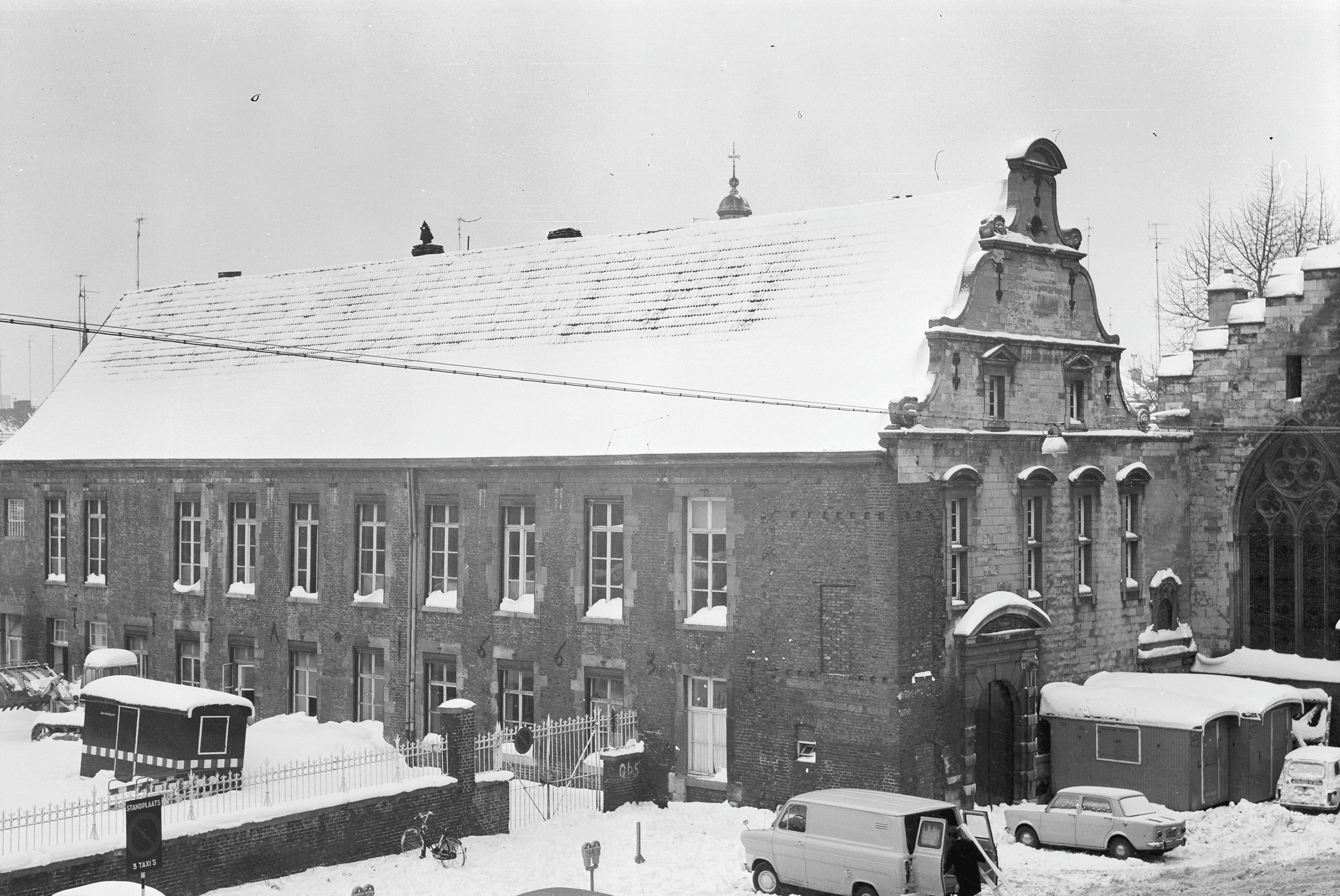
Vóór de sloop in 1969
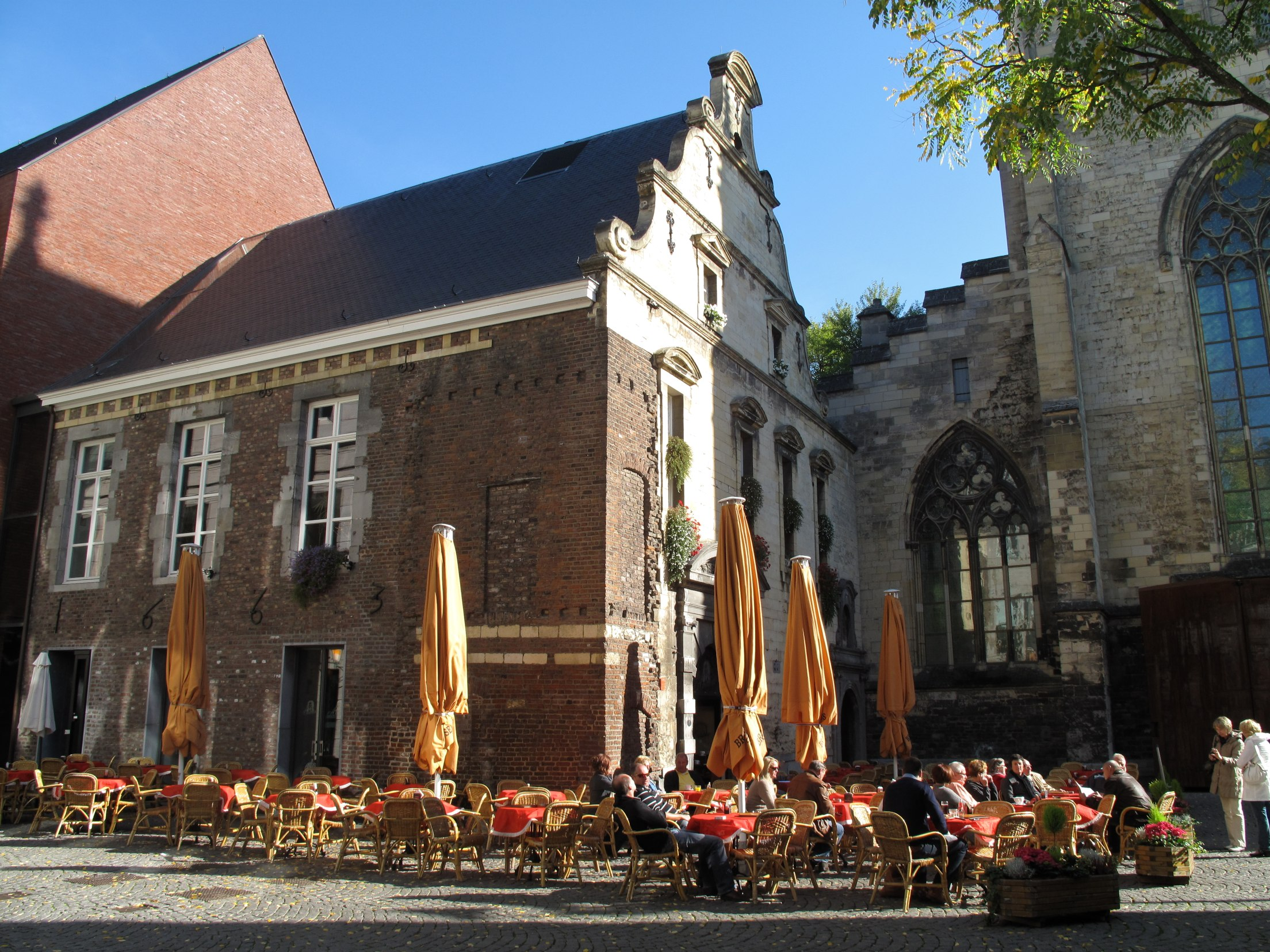
Kloosterrestant in 2010
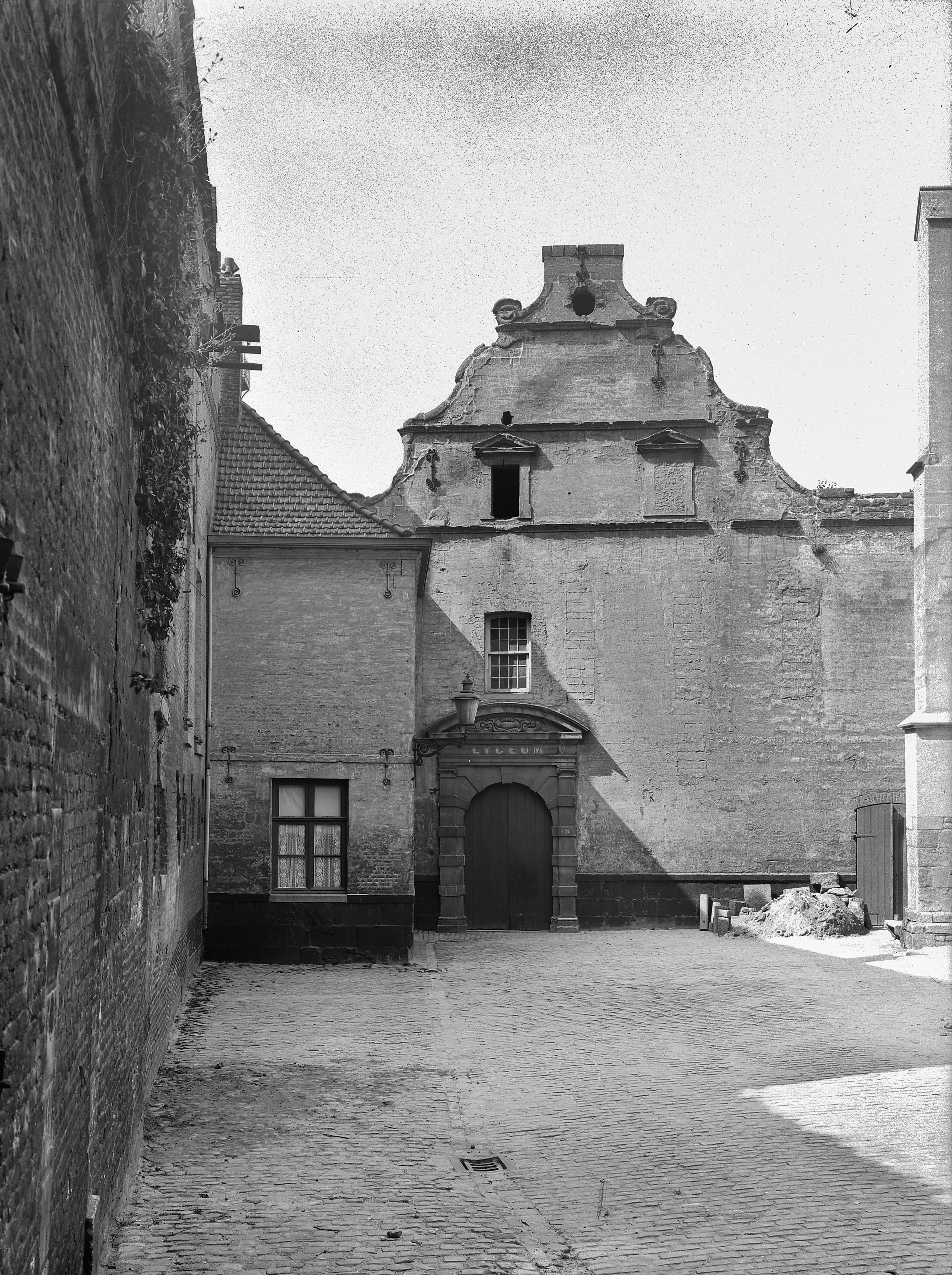
Barokke krulgevel in 1916
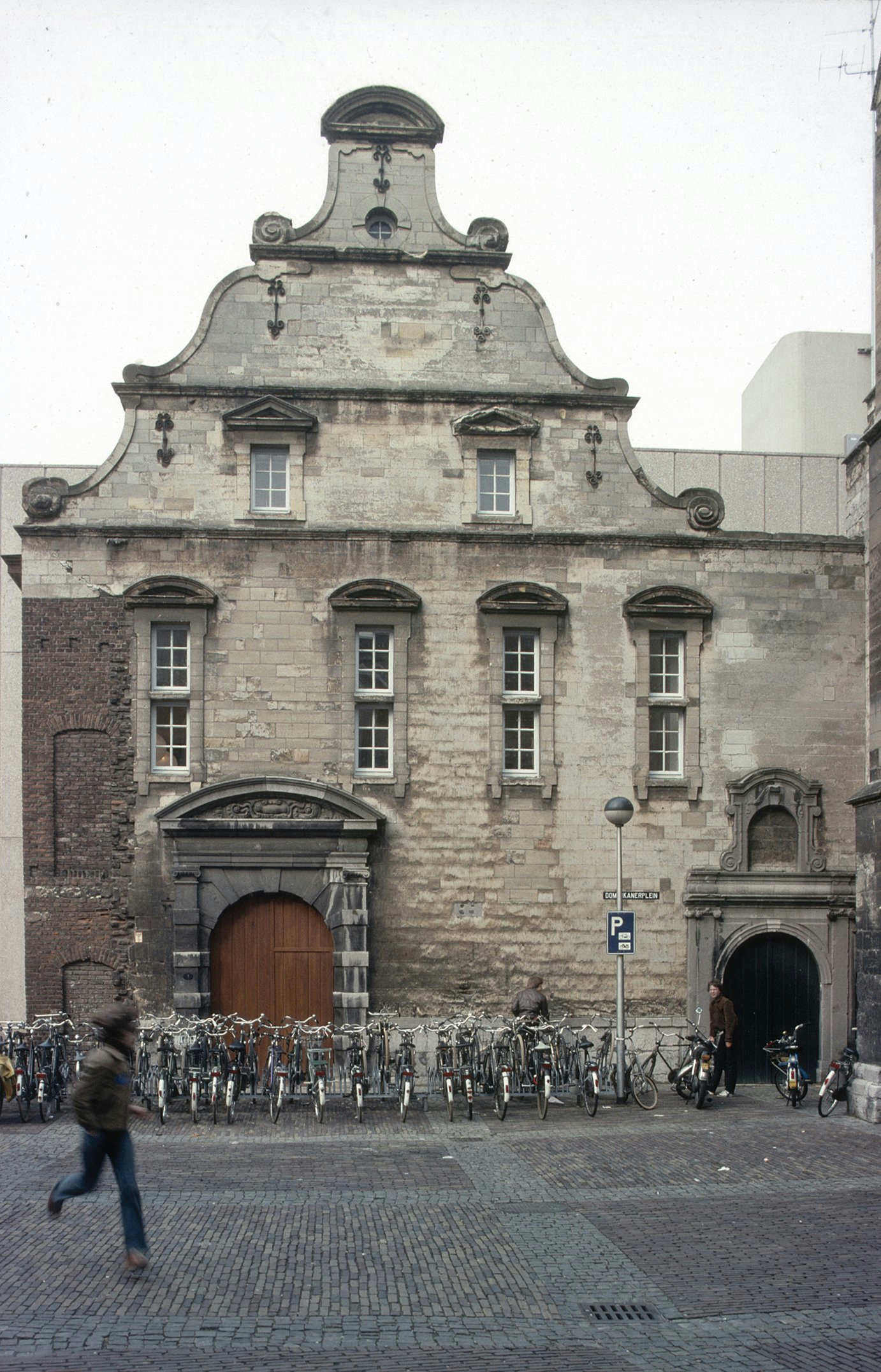
Barokke krulgevel in 1980

### Bouwfragmenten elders
Bij de restauratie van 1912-'17 werd op initiatief van Pierre Cuypers, maar zeer tegen de zin van uitvoerend architect Willem Sprenger, het barokke kerkportaal afgebroken. Sprenger zorgde er rond 1915 voor dat het hardstenen portaal in Lodewijk XV-stijl ingebouwd kon worden in een achter het pand Boschstraat 28 gelegen gebouw van de Sphinx-fabrieken.
Bij dezelfde restauratie trof architect Sprenger in 1912 in een berg sloopafval drie zogenaamde 'standvinken' aan. Deze vier meter lange pijlers met bewerkte kapitelen waren afkomstig uit de voormalige refter, waar ze het plafond ondersteunden. De houten pijlers waren rond 1900 uit de te slopen refter verwijderd en lagen enkele jaren opgeslagen in de kerk, waarna ze ten slotte bij het vuilnis terechtkwamen. Sprenger maakte foto's en gedetailleerde tekeningen van de kapitelen. Korte tijd later werden de standvinken in de collectie van het oudheidkundig museum (het latere Bonnefantenmuseum) opgenomen.
Ook bij de sloop van het Stedelijk Lyceum in 1969 werd een groot aantal bouwfragmenten aangetroffen, waaronder diverse gotische kapitelen en venstertraceringen. Het is niet duidelijk waar deze zich thans bevinden.

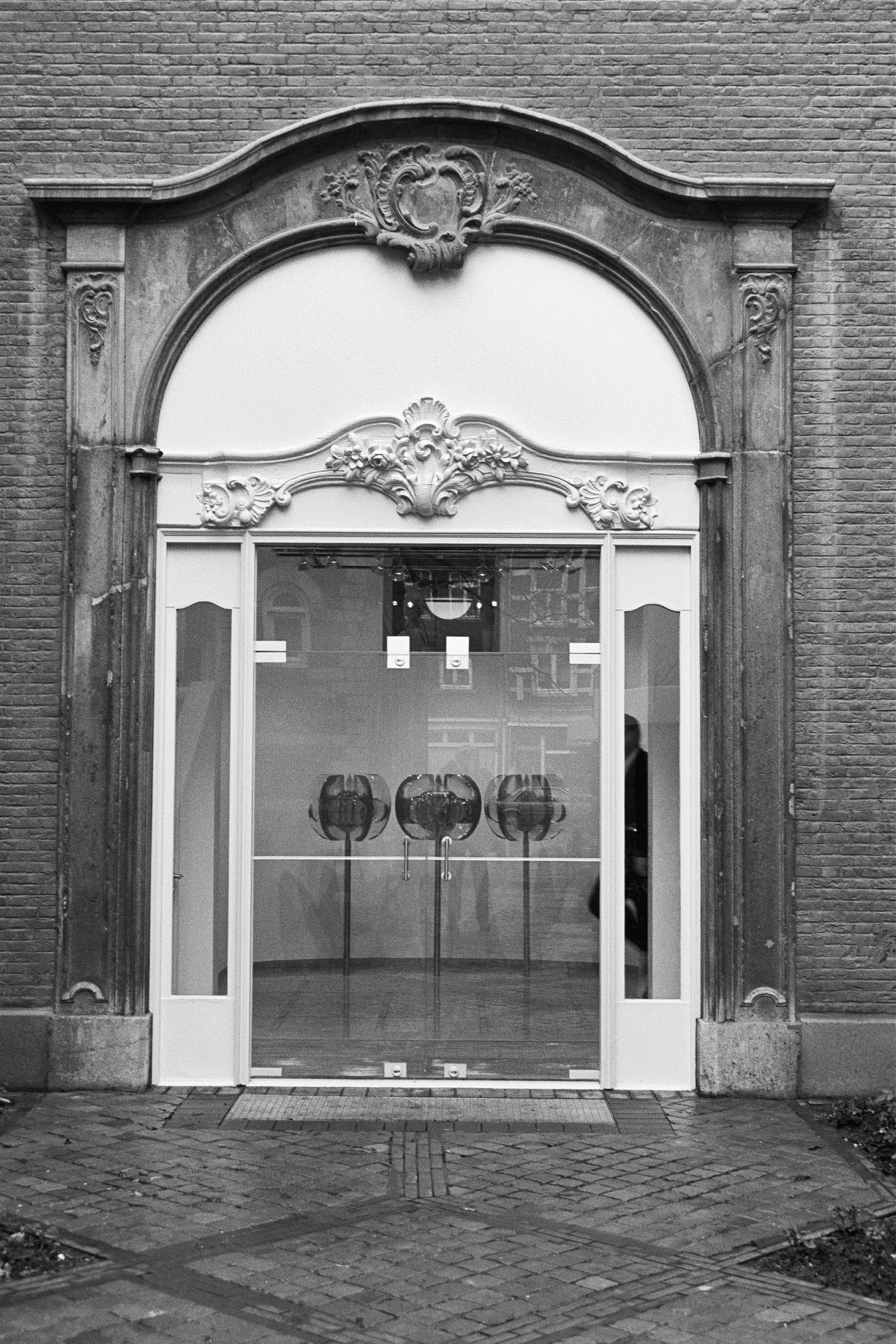
Poort Boschstraat 28
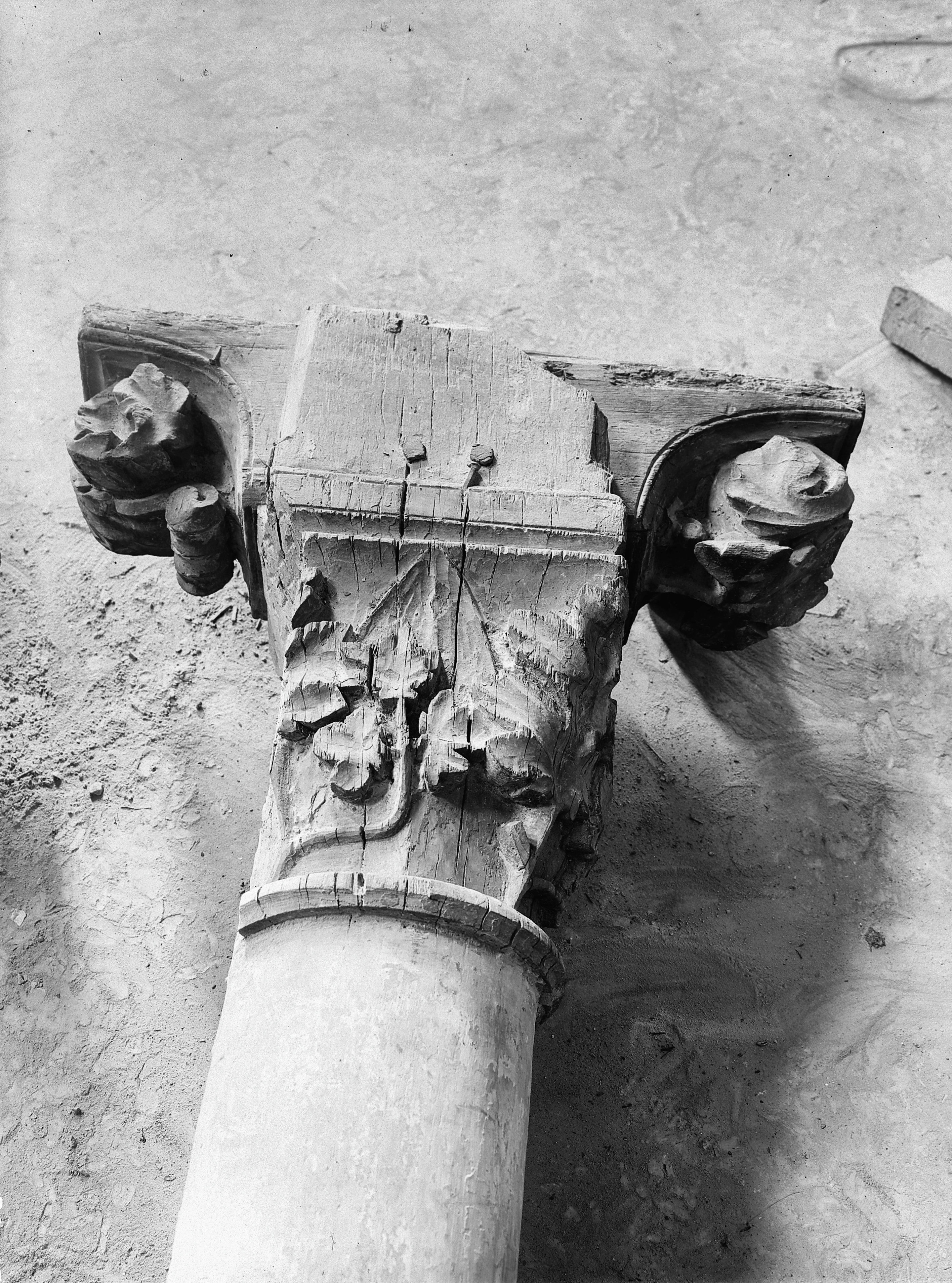
Standvink (1916)
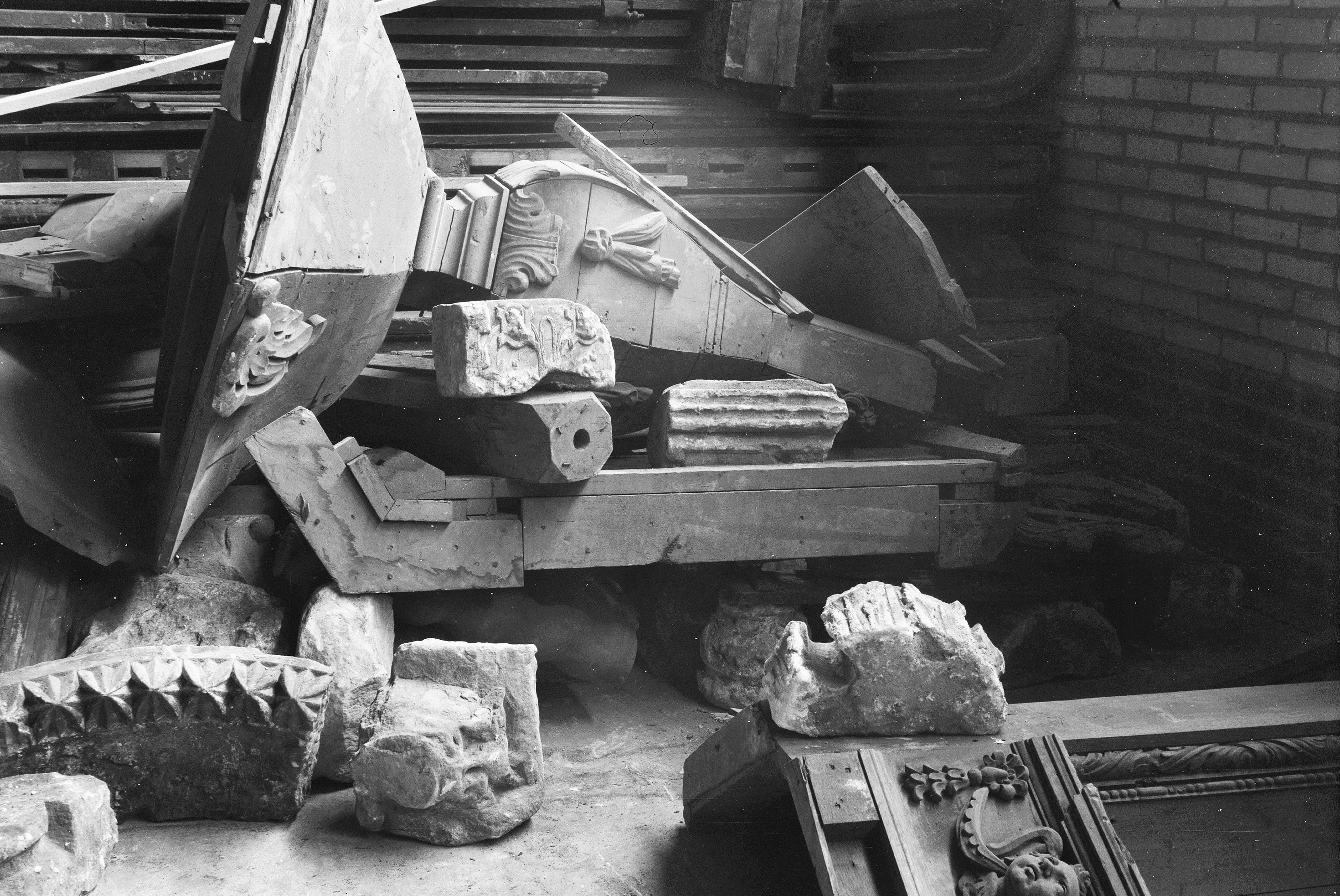
Bouwfragmenten (1969)
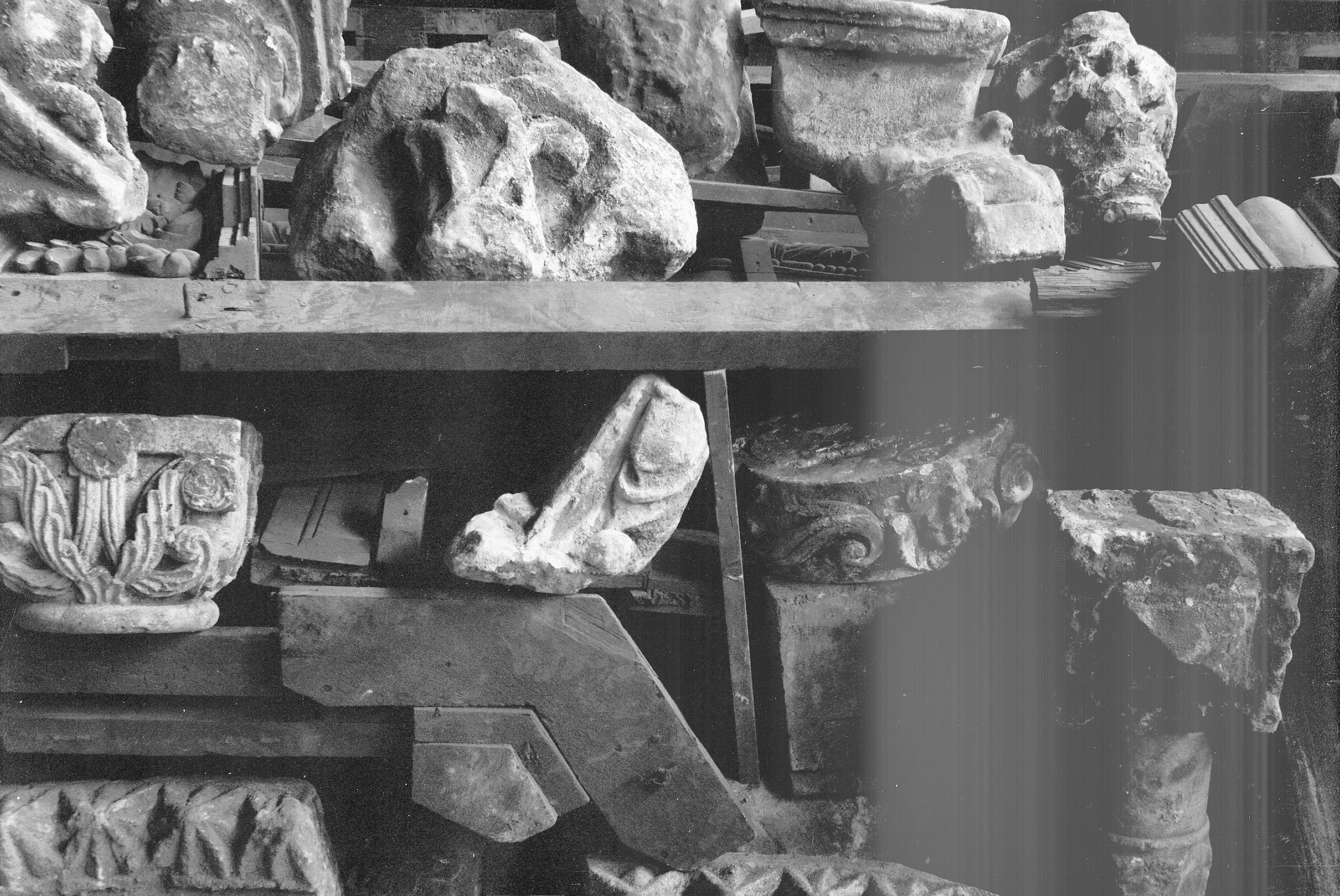
Gotische kapitelen (1969)

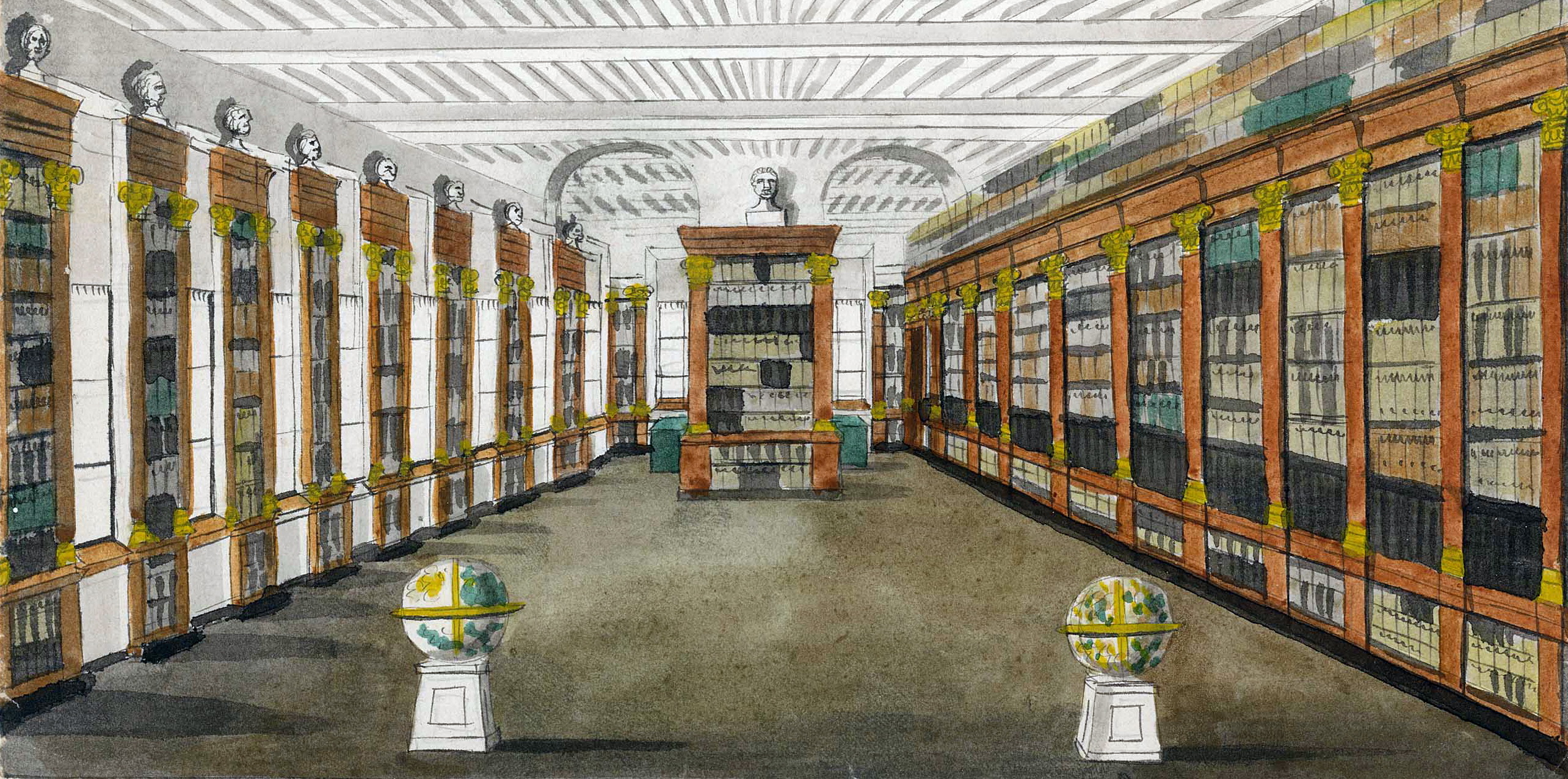
Boekenkasten in het Stadhuis van Maastricht (tekening Ph. van Gulpen, 1840)

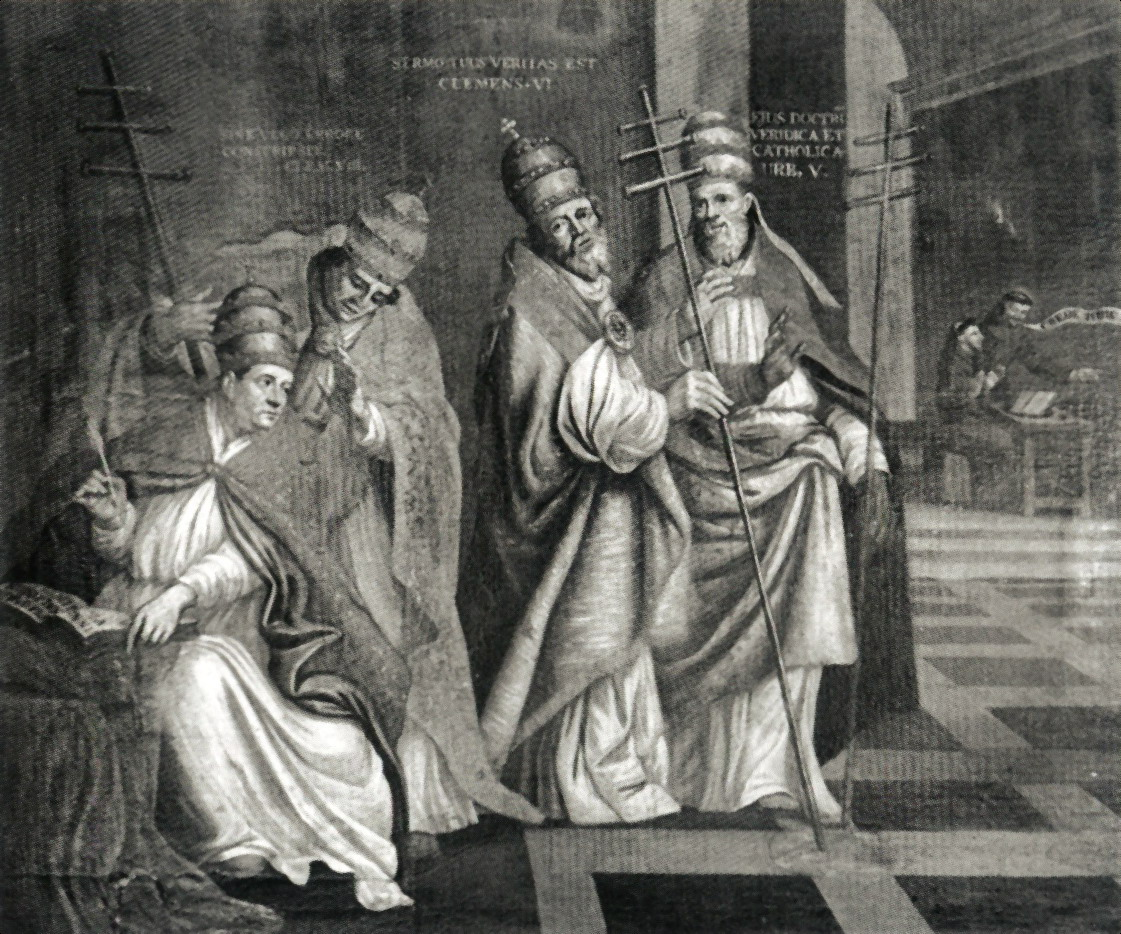
17e-eeuws schilderij van vier dominicaner pausen in de Sint-Servaasbasiliek

### Overig erfgoed
Van de inboedel van het klooster is weinig bewaard gebleven. Als belangrijkste kunnen genoemd worden de boekenkasten ontworpen door Franciscus Romanus, een uit Gent afkomstige dominicaan, die in 1672 in het Maastrichtse klooster was ingetreden. De monumentale kasten, versierd met pilasters en Korinthische kapitelen, bevinden zich thans deels in het stadhuis van Maastricht, deels in de universiteitsbibliotheek (locatie binnenstad). Van de bibliotheek van de preekheren, volgens de achttiende-eeuwse lokale historicus Bachiene met 30.000 banden de rijkste kloosterbibliotheek van de stad, zijn enkele exemplaren in de stadsbibliotheek terechtgekomen. Het merendeel van de boeken en handschriften is in 1801 geveild of als oud papier verkocht.
Een deel van de inboedel van de kloosterkerk werd in 1804 overgebracht naar de Sint-Servaasbasiliek en verrijkt sindsdien het interieur van die kerk. Het orgel dat thans het westwerk van de kerk domineert, werd waarschijnlijk in de zeventiende eeuw voor de Dominicanenkerk gebouwd en werd een eeuw later door de bekende orgelbouwer Jean-Baptiste le Picard uitgebreid. Het grafmonument uit 1683 van de graaf en gravin Van den Bergh door Johan Boissier bevond zich eerst in de Onze-Lieve-Vrouwekapel in de Dominicanenkerk, maar staat nu in het noordertransept van de Sint-Servaas. Eveneens uit de Dominicanenkerk afkomstig zijn de zeven rijkversierde biechtstoelen, omstreeks 1700 vervaardigd door Daniël van Vlierden uit Hasselt. Zowel het orgel als de biechtstoelen zouden gefinancierd zijn uit de verdiensten van medebroeder Franciscus Romanus in Frankrijk. In de Schatkamer van de Sint-Servaasbasiliek en elders in de kerk bevinden zich diverse zeventiende-eeuwse schilderijen, waarvan vaststaat wordt dat ze uit het Dominicanenklooster afkomstig zijn, onder meer vanwege de typisch dominicaanse onderwerpen. Van een aantal beelden in de Sint-Servaas wordt vermoed dat ze uit het Dominicanenklooster afkomstig zijn, zoals  het laat-vijftiende-eeuwse beeld van Sint-Marcoen, toegeschreven aan de beeldensnijder Arnt van Zwolle, en het triomfkruis en het Marianum in het middenschip, beide toegeschreven aan Jan van Steffeswert.
Minstens één beeld uit de Dominicanenkerk is elders terechtgekomen. Een laat-gotisch houten beeld van de heilige Eligius bevindt zich thans in de Sint-Gertrudiskerk in Sint Geertruid. Op de achterzijde van het beeld is een rijk gedecoreerd paneel bevestigd, dat onder andere in reliëf het portretmedaillon van de donor toont en het jaartal 1589. Op de voorzijde staan de namen van vier gouverneurs van het Maastrichtse zilversmedenambacht, dat in de Dominicanenkerk een eigen altaar had. Een zilveren plaquette van de Broederschap van de Heilige Rozenkrans is in de Sint-Matthiaskerk terechtgekomen. Een verguld zilveren miskelk uit 1690 bevindt zich in de voormalige Dominicanenkerk in Rotterdam.

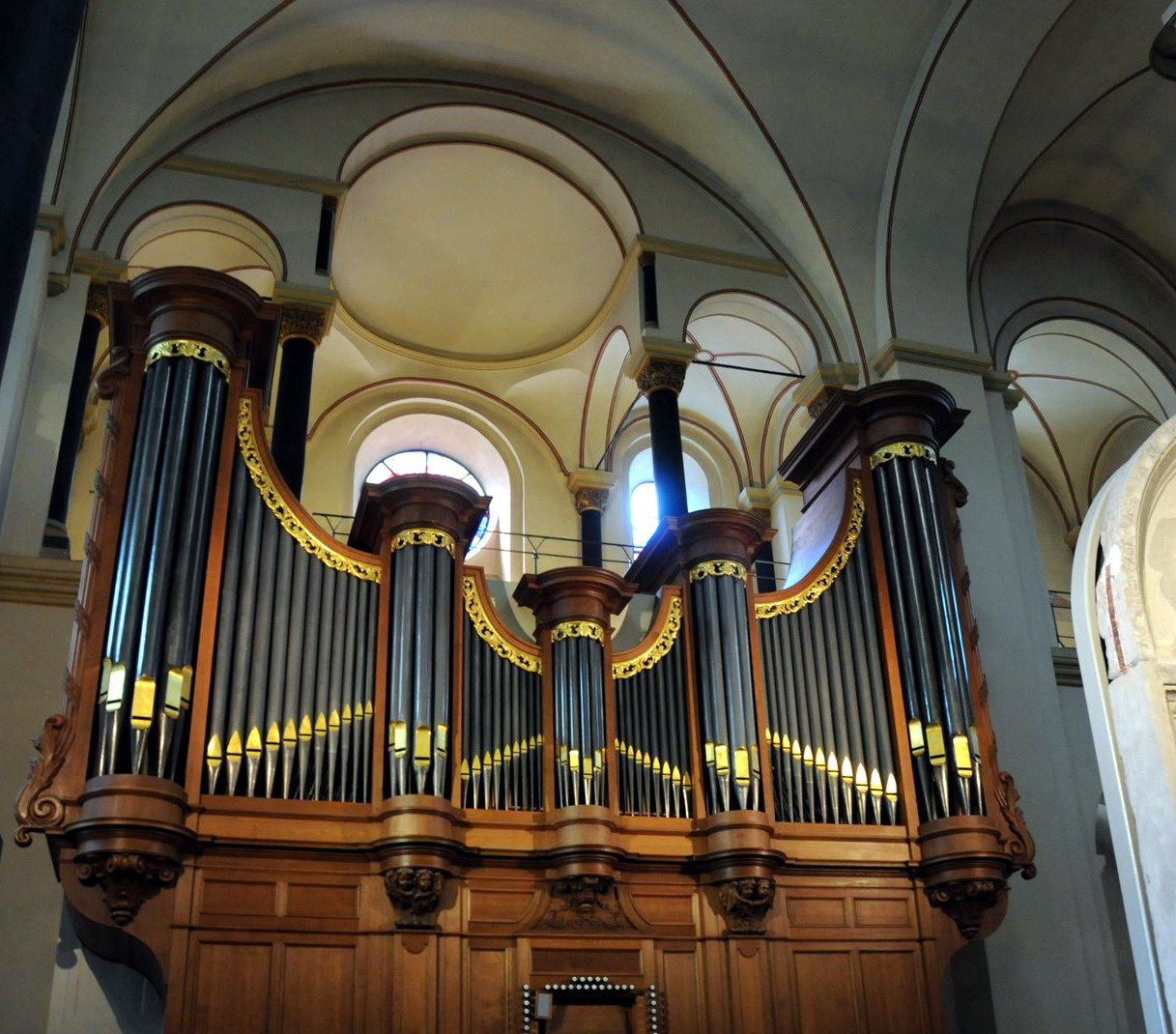
Hoofdorgel St-Servaaskerk
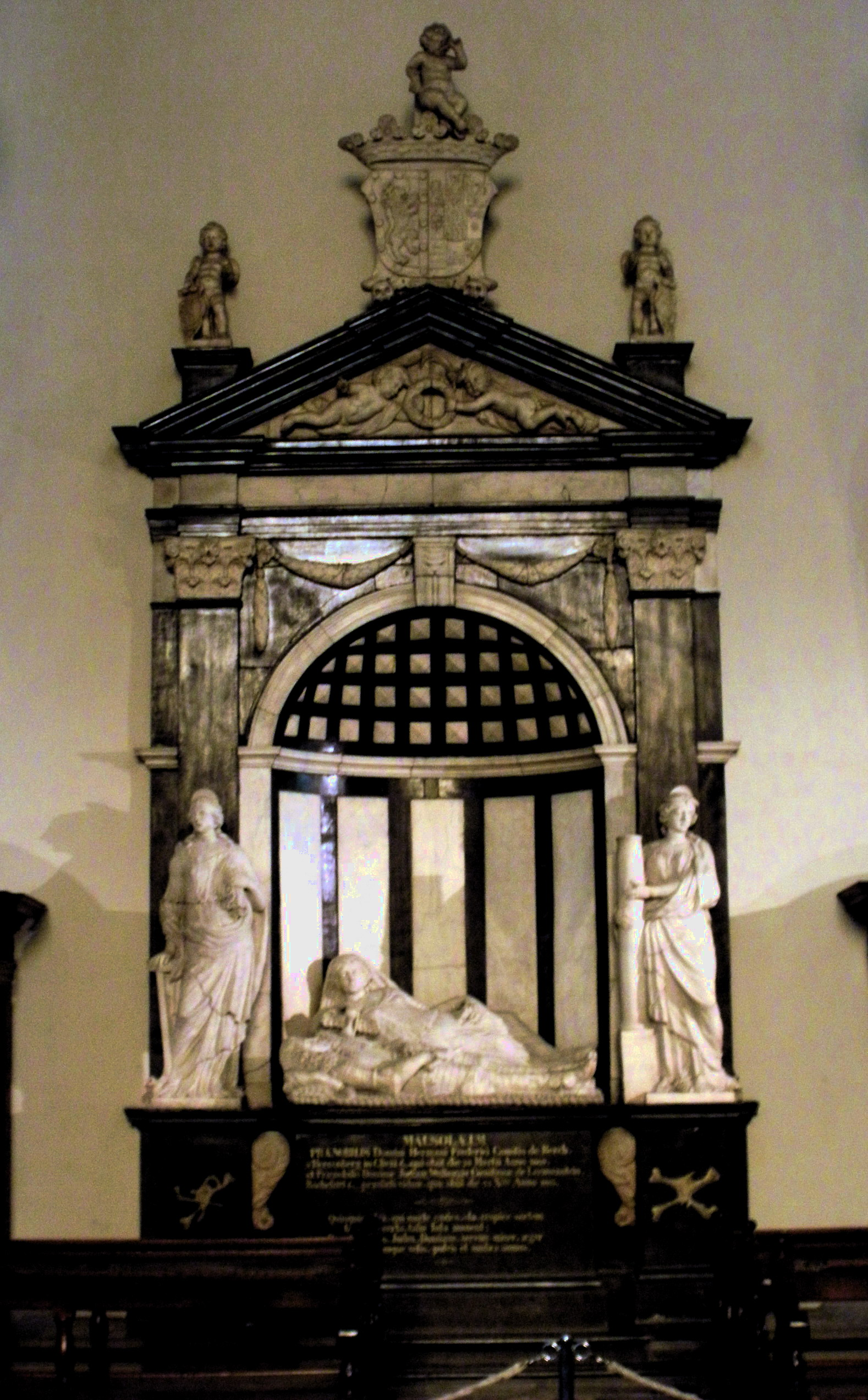
Monument Van den Bergh
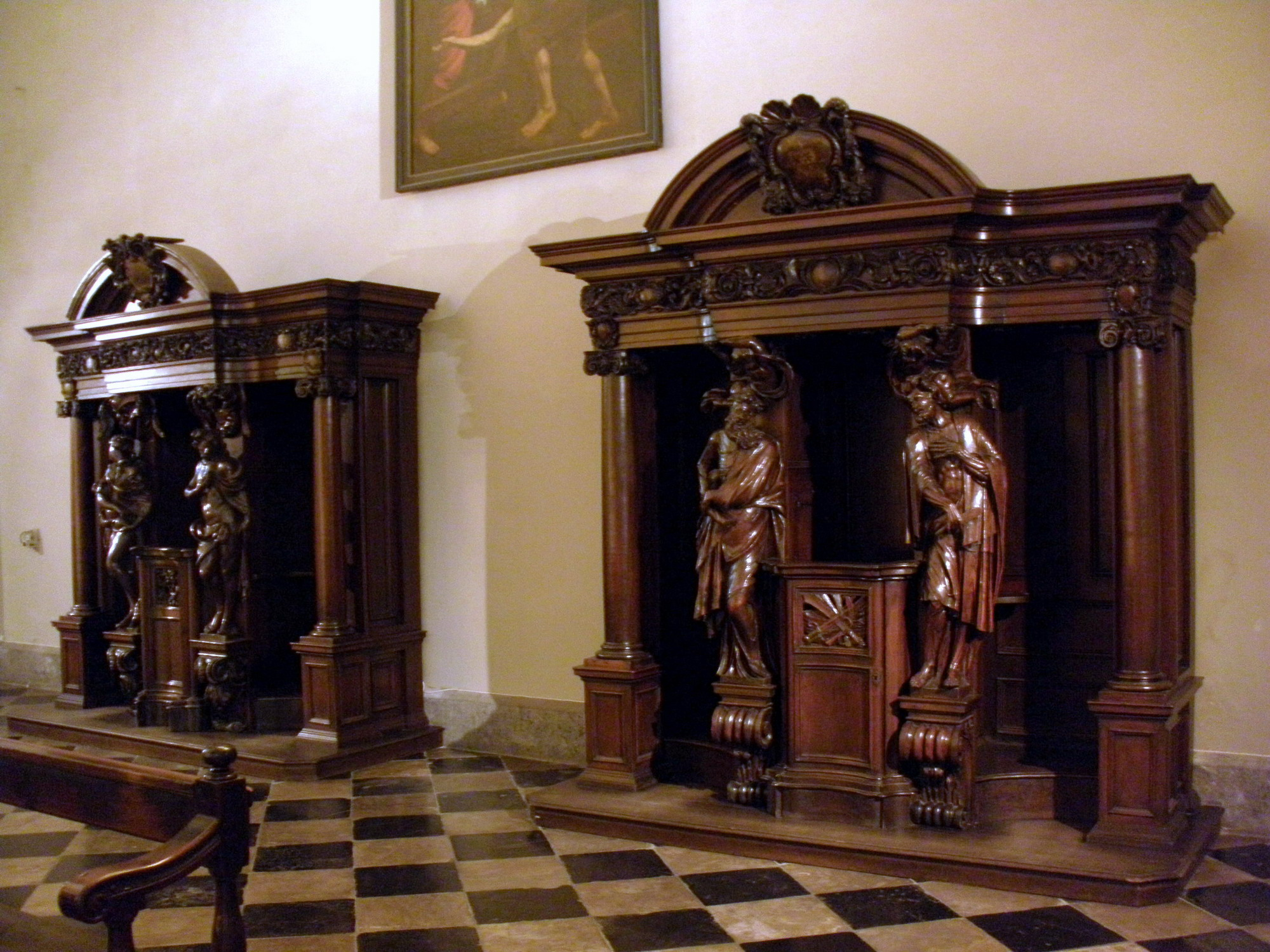
Barokke biechtstoelen
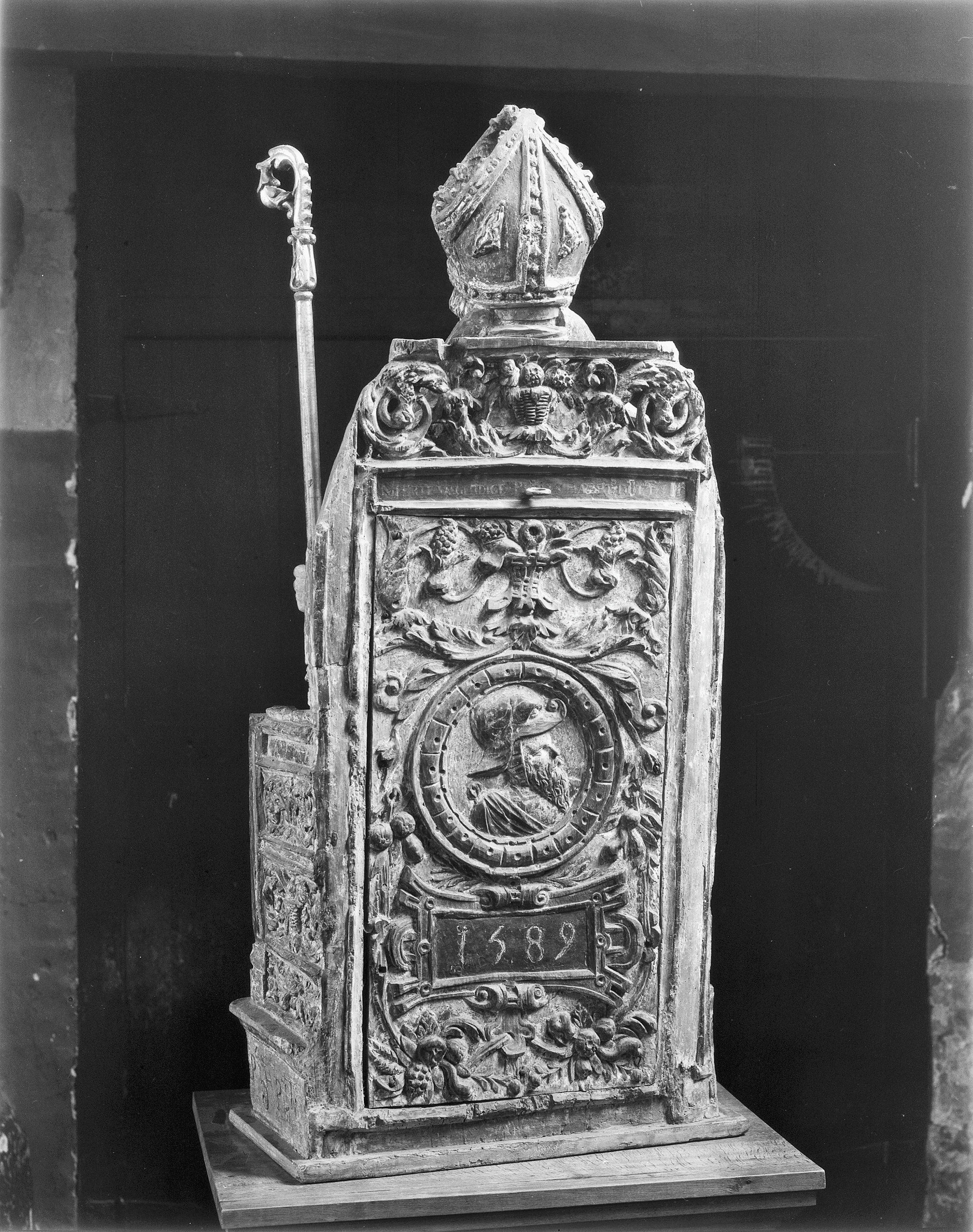
Beeld Sint-Eligius